# 1963
Het jaar 1963 is een jaartal volgens de christelijke jaartelling.

## Gebeurtenissen
januari
- 1 - Het plaatsje Elten, dat na de Tweede Wereldoorlog door Nederland geannexeerd was, wordt teruggegeven aan Duitsland.
- 1 - In Nederland wordt de Wet Vervreemding Landbouwgronden ingetrokken en ontstaat een vrije grondmarkt.
- 1 - Veel dorpen in de Zuidwesthoek van Friesland raken geïsoleerd door zware sneeuwval.
- 13 - In Togo pleegt oud-premier Nicolas Grunitzky met hulp van militairen een staatsgreep. President Sylvanus Olympio komt hierbij om het leven.
- 14 - Eerste landing door de Mission Aviation Fellowship op de Botopasi Airstrip aan de Boven-Surinamerivier.
- 15 - De Noordzee bevriest gedurende meerdere dagen.
- 18 - De Elfstedentocht van deze winter is legendarisch vanwege de barre omstandigheden en wordt gewonnen door Reinier Paping.
- 22 - President De Gaulle en bondskanselier Adenauer ondertekenen het Frans-Duits vriendschapsverdrag. Voortaan zullen beide leiders elkaar elk half jaar ontmoeten.
- 28 - Frankrijk wijst de Britse aanvraag voor het lidmaatschap van de Europese Economische Gemeenschap af.
- Nederland en België beleven de koudste winter van de 20e eeuw. Deze winter begint, met onderbrekingen, al in november 1962, en duurt tot in maart. Net als in 1929 rijden er auto's over het IJsselmeer.
- januari - De Britse spion Kim Philby vlucht naar de Sovjet-Unie.

februari
- 8 - In Irak komt bij een bloedige staatsgreep de Ba'ath-partij aan de macht.
- 12 - Een eerste groep Amerikaanse legerofficieren loopt de Kennedymars.
- 15 - 10de aanslag op de Gaulle
- 17 - In Graft treden Ard Schenk en Kees Verkerk voor het eerst tegen elkaar in het strijdperk.

maart
- 3 - Noord-Korea richt Korean Central Television op, waarmee dat land voor het eerst een staatsomroep heeft.
- 5 - Begin Opstand der Braven in Hollandscheveld. Boeren weigeren heffingen te betalen voor het Landbouwschap. Ontruiming van drie boerderijen leidt tot rellen. De Boerenpartij onder aanvoering van Hendrik Koekoek wint mede hierdoor veel stemmen.
- 8 - De Arabische Socialistische Ba'ath-partij van Michel Aflaq neemt de macht over in Syrië.
- 21 - De Nederlandse Bisschop Bekkers veroorzaakt een sensatie, wanneer hij op televisie zijn mening geeft, dat geboortebeperking de eigen verantwoordelijkheid van katholieke echtparen is.

april
- 3 - Begin van de Birmingham campaign tegen segregatie en uitsluiting in de Amerikaanse staat Alabama.
- 11 - Paus Johannes XXIII publiceert de encycliek Pacem in Terris.
- 19 - De Belg Aureel Vandendriessche verslaat Abebe Bikila en wint de Marathon van Boston.

mei
- 2 - Het Nederlands voetbalelftal verslaat in een oefenwedstrijd regerend wereldkampioen Brazilië met 1-0 door een doelpunt van Peet Petersen.
- 8 - In de halve finale van de Europa Cup verslaat Benfica Feyenoord met 3-1. Duizenden supporters reizen per schip naar Lissabon om de wedstrijd te zien.
- 12 - Toetreding van de eerste vrouw in het Belgische leger
- 15 - De Mercury MA-9 wordt gelanceerd met aan boord Gordon Cooper.
- 25 - Oprichting van de Organisatie van Afrikaanse Eenheid.
- 31 - In Haarlem wordt de Taveerne De Waag geopend. Cobi Schreijer en Ronnie Potsdammer zullen er een internationaal centrum van de volksliedkunst van maken.

juni
- 3 - Paus Johannes XXIII sterft in Vaticaanstad.
- 4 - De Britse minister van defensie John Profumo treedt af wegens zijn relatie met callgirl Christine Keeler, die tevens een verhouding had met Sovjet-diplomaat Ivanov.
- 11 - De boeddhistische monnik Thich Quang Duc laat zichzelf verbranden als ultiem protest tegen de vervolging van boeddhisten in Zuid-Vietnam. Vijf monniken in het buitenland zullen dit voorbeeld volgen.
- 11 - Inschrijving van de eerste twee zwarte studenten aan de University of Alabama wordt urenlang tegengehouden door gouverneur van Alabama George Wallace met de actie Stand in the Schoolhouse Door. Maar president John F. Kennedy heeft de Nationale Garde van de staat onder federaal gezag geplaatst, en laat deze de toegang forceren.
- 12 - In Mississippi wordt de burgerrechtenstrijder Medgar Evers bij zijn woning doodgeschoten.
- 14 - Lancering van de Vostok 5 met aan boord Valeri Bykovski.
- 16 - Lancering van de Vostok 6 met aan boord Valentina Teresjkova voor een gezamenlijke vlucht met Vostok 5. Teresjkova wordt daarmee de eerste vrouw in de ruimte.
- 21 - Als opvolger van Paus Johannes XXIII wordt Giovanni Battista Montini uitgeroepen tot paus in Vaticaanstad. Hij neemt de naam Paus Paulus VI aan.
- 24 - De stichter van de staat Israël David Ben-Gurion treedt af als premier en trekt zich terug in een kibboets. Hij wordt opgevolgd door Levi Esjkol.
- 26 - President Kennedy bezoekt Berlijn en brengt zijn verbondenheid met de gedeelde stad tot uiting: "Ich bin ein Berliner".
- 26 - Op de Truppenübungsplatz Senne bij Detmold, Duitsland komen 38 Belgische parachutisten om bij een vliegramp[1]
- 30 - Ter gelegenheid van 100 jaar Ketikoti wordt in Paramaribo het standbeeld Kwakoe onthuld. Het beeld stelt een weggelopen en weer gevangengenomen slaaf voor, die het symbool zal worden voor de drang naar vrijheid.

juli
- 17 - In IJmuiden wordt voetbalclub sc Telstar opgericht na een fusie tussen VSV en Stormvogels.
- 26 - Skopje wordt getroffen door een aardbeving. Meer dan duizend mensen overleven het niet, en er zijn rond de 4000 gewonden.
- 26 - De eerste geostationaire satelliet, Syncom-II treedt in werking.

augustus
- 1 - De gemeente Selfkant, dat na de Tweede Wereldoorlog door Nederland geannexeerd was, wordt samen met de meeste andere geannexeerde gebieden teruggegeven aan Duitsland.
- 5 - Het verdrag dat atoomtesten verbiedt, wordt gesloten (Partial Test Ban Treaty).
- 8 - In Engeland wordt een trein beroofd met een buit van 2,6 miljoen Pond sterling; zie Great Train Robbery (1963)
- 11 - Bij de Wereldkampioenschappen wielrennen in Ronse verslaat op de finish de Belg Benoni Beheyt zijn kopman Rik van Looy.
- 28 - Martin Luther King spreekt zijn I Have a Dream toespraak uit, tijdens een nationale betoging voor rassengelijkheid te Washington, bijgewoond door ongeveer 200.000 zwarten en blanken.
- 30 - Philips introduceert de Compact cassette (het cassettebandje) met de bijbehorende speler.

september
- 1 - In België worden de taalwetten, die al sinds 1873 gestemd werden, van kracht. De taalgrens verdeelt het land in een Nederlands, Frans, Nederlands-Frans en Duits taalgebied. Voor de wijzigingen van de provinciegrenzen in verband met de taalgrens zie Provincies van België
- 3 - Minister Edzo Toxopeus opent het nieuwe stadhuis van Hengelo. De wederopbouw van de stad wordt daarmee afgesloten.
- 12 - Porsche toont het model 911 aan het publiek op de autosalon van Frankfurt.
- 15 - In Birmingham (Alabama) komen bij een bomaanslag op een kerk vier zwarte meisjes om het leven en worden twintig anderen gewond. De daders komen uit de gelederen van de Ku Kux Klan.
- 16 - Proclamatie van de Federatie Maleisië. Deze bestaat uit Malakka, Singapore, Serawak en noordelijk Borneo.
- 18 - In de Poolse stad Chorzów noteert het Stadion Śląski een recordaantal bezoekers (120.000) tijdens de Europa Cup-wedstrijd tussen Górnik Zabrze en FK Austria Wien.

oktober
- 5 - Op de "dag van de strijdkrachten" kondigt de Indonesische minister van oorlog Nasution de confrontatiepolitiek tegen Maleisië aan.
- 29 - In Nederland is flink geoefend met de vrije loonpolitiek. Werkgevers en werknemers bereiken in de Stichting van de Arbeid een loonakkoord. Dit historisch compromis zal leiden tot een 'loongolf'.
- 31 - Het Italiaanse automerk Lamborghini gaat van start met een prototype.

november
- 1 - Bij een militaire staatsgreep wordt de Zuid-Vietnamese president Ngo Dinh Diem vermoord.
- 1 - Willem Duys treedt op als eerste talkshowpresentator op de Nederlandse televisie in zijn programma Voor de vuist weg.
- 8 - In een ingezonden brief in het Dagblad van het noorden waarschuwt de Groninger ingenieur Willem Meiborg voor bodemdaling ten gevolge van de gaswinning.
- 20 - De Herziene Rijnvaartakte treedt in werking.
- 22 - De Amerikaanse president John F. Kennedy wordt vermoord. Hij wordt tijdens een rijtoer in Dallas doodgeschoten.
- 23 - De eerste aflevering van de Britse science-fictionserie Doctor Who verschijnt op BBC 1. De aflevering zal een week later herhaald worden omdat de meeste kijkers vooralsnog afhaken in verband met de moord op president Kennedy een dag eerder.
- 24 - Lee Harvey Oswald, de vermoedelijke moordenaar van John F. Kennedy wordt vermoord door Jack Ruby. Hij wordt doodgeschoten terwijl hij door 2 rechercheurs naar een gereedstaande auto wordt gebracht.

december
- 2 - Het Indonesische leger arresteert op Ceram mr. Chris Soumokil, president van de opstandige Republiek der Zuid-Molukken. Hiermee eindigt na 13 jaar de guerrillaoorlog.
- 12 - Onafhankelijkheid Kenia.
- 19 - Première van de Nederlandse documentairefilm Alleman van Bert Haanstra, met medewerking van Simon Carmiggelt.
- 31 - België draagt de Vliegbasis Chièvres over aan de United States Air Forces in Europe

zonder datum
- In Nederland wordt de vlaflip uitgevonden.
- William Stokoe publiceert het boek "Sign Language Structure", waarin voor het eerst wordt aangetoond dat gebarentalen echte talen zijn.
- In België wordt het Antigifcentrum opgericht door dr. Monique Govaerts.

## Muziek

### Klassieke muziek
- 25 januari: eerste uitvoering Symfonie nr. 8 van Karl Amadeus Hartmann
- 9 mei: eerste uitvoering Drie gedichten van Henri Michaux van Witold Lutosławski
- 2 juni: eerste uitvoering A hymn of St Columba van Benjamin Britten
- 30 juni: eerste uitvoering Danspreludes van Witold Lutosławski (klarinet/kamerorkest)
- 1 september: eerste uitvoering Cantata misericordium van Benjamin Britten
- 12 september: eerste uitvoering Symfonisk epos van Johan Kvandal
- 15 oktober: eerste uitvoering van Spirit of the Avalanche van Alan Hovhaness
- 12 november: eerste uitvoering van Symfonie nr. 6 van Mieczysław Weinberg
- 13 november: eerste uitvoering van Elevamini - Symfonie nr. 1 van Malcolm Williamson

### Populaire muziek
De volgende platen worden hits:
- Alain Barrière - Elle était si jolie...
- Angelo Biondi - Buona Notte Bambino
- Anneke Grönloh - Cimeroni, Das Leben Kann Schön Sein, Paradiso en Soerabaja
- Bobby Rydell - Loop de Loop
- Die Regento Stars - Oh, Donna Clara
- Buddy Holly - Brown-eyed Handsome Man
- Carmela Corren - Soerabaja
- Chris Montez - Let's Dance
- Chubby Checker - Limbo Rock
- Cliff Richard - Bachelor Boy, Lucky Lips, Summer Holiday en The Next Time
- Connie Francis - Barcarole in Der Nacht en Paradiso
- Dionne Warwick - Anyone Who Had a Heart
- Elvis Presley - (You're the) Devil in Disguise en Return to Sender
- Eydie Gormé - Blame it on The Bossa Nova
- Fats Domino - There Goes My Heart Again
- Freddy Quinn - Junge, komm bald wieder
- Gert Timmerman - Blume Von Tahiti en Ik Heb Eerbied Voor Jouw Grijze Haren
- Helen Shapiro - Queen for Tonight
- Imca Marina - Lass Mein Herz Nicht Weinen en Soerabaja
- Johnny Hallyday - Tes Tendres Années
- Johnny Thunder - Loop de Loop
- Kyu Sakamoto - Sukiyaki
- Petula Clark - Monsieur
- Rita Reys - Desafinado
- Rob de Nijs & The Lords - Ritme Van de Regen
- Rocco Granata - Buona Notte Bambino
- Sœur Sourire - Dominique
- The Cascades - Rhythm of the Rain
- The Jumping Jewels - Irish Washerwoman
- The Shadows - Atlantis
- Die Tahiti-Tamourés - Wini-Wini
- Trini Lopez - If I Had a Hammer en This land is Your Land
- Vera Lynn - Land of Hope And Glory
- Willeke Alberti - Spiegelbeeld
- Willy en Willeke Alberti - Sei Rimasta Sola
- Wim Sonneveld - Catootje

### Prijzen
- De Griekse schrijver Giorgos Seferis ontvangt de Nobelprijs voor Literatuur
- Ina Boudier-Bakker ontvangt de Tollensprijs

### Publicaties in de Engelse taal
- The Fire Next Time. Twee essays  van James Baldwin over en tegen racisme. Het boek wordt in 1963 voor het eerst vertaald in het Nederlands door Oscar Timmers en uitgegeven door Bruna. In 2018 verschijnt een nieuwe vertaling van Niet door water, maar door vuur. Deze vertaling is van Harm Damsma.
- Armageddon  van Leon Uris
- John Le Carré: The Spy Who Came in from the Cold.

### Publicaties overige talen
- Die Nacht von Lissabon van Erich Maria Remarque
- Bericht uit het hiernamaals, roman van Simon Vestdijk
- Lessico famigliare  van Natalia Ginzburg. De eerste Nederlandse vertaling van J.H. Klinkert-Pötters Vos verscheen in 1988 bij Meulenhoff In 2023 werd Familielexicon opnieuw vertaald door Jan van der Haar.

## Beeldende kunst

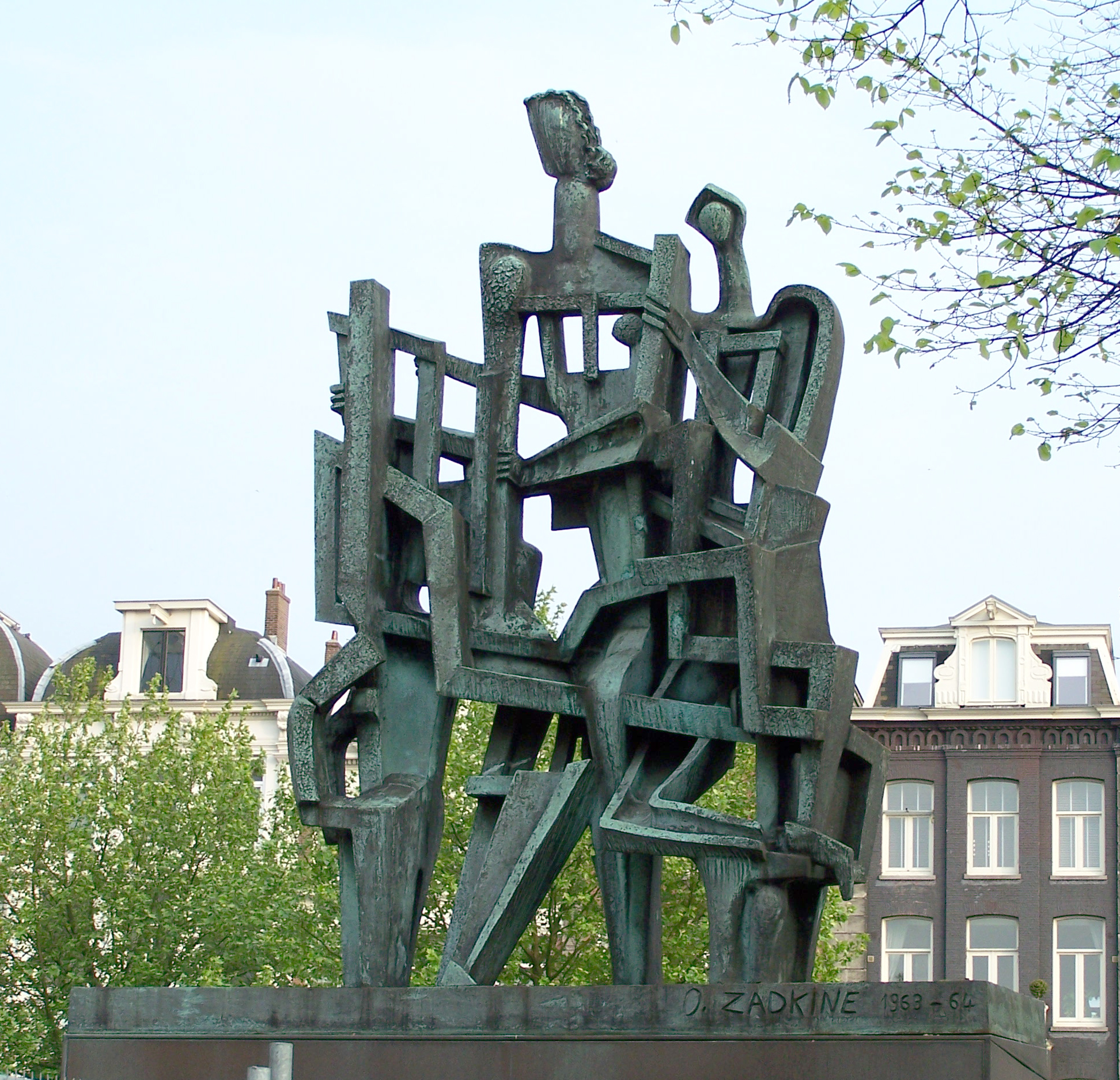
La demeure humaine (1963), Ossip Zadkine, Westeinde Amsterdam
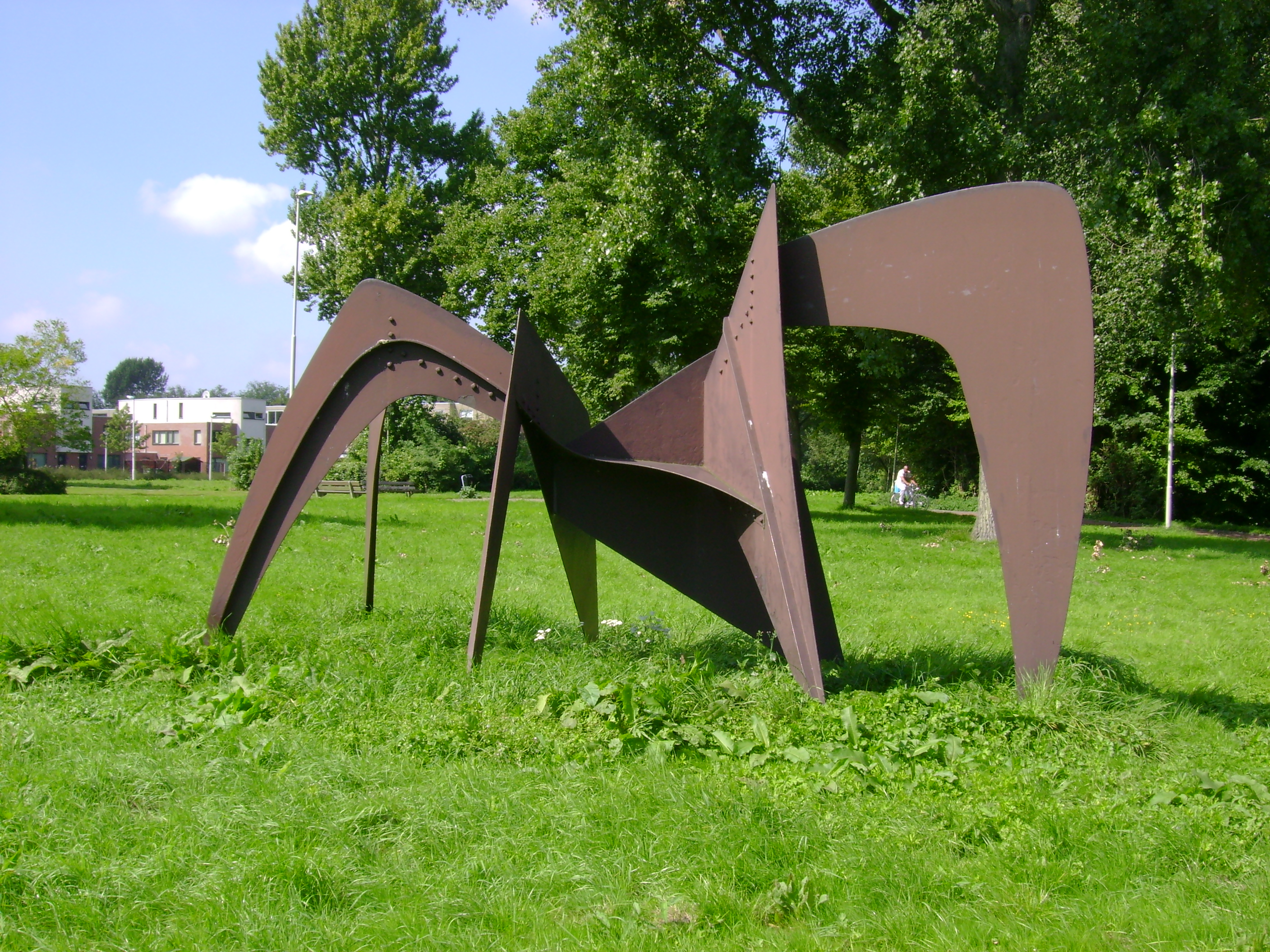
Le Tamanoir (1963) Alexander Calder, Rotterdam Hoogvliet
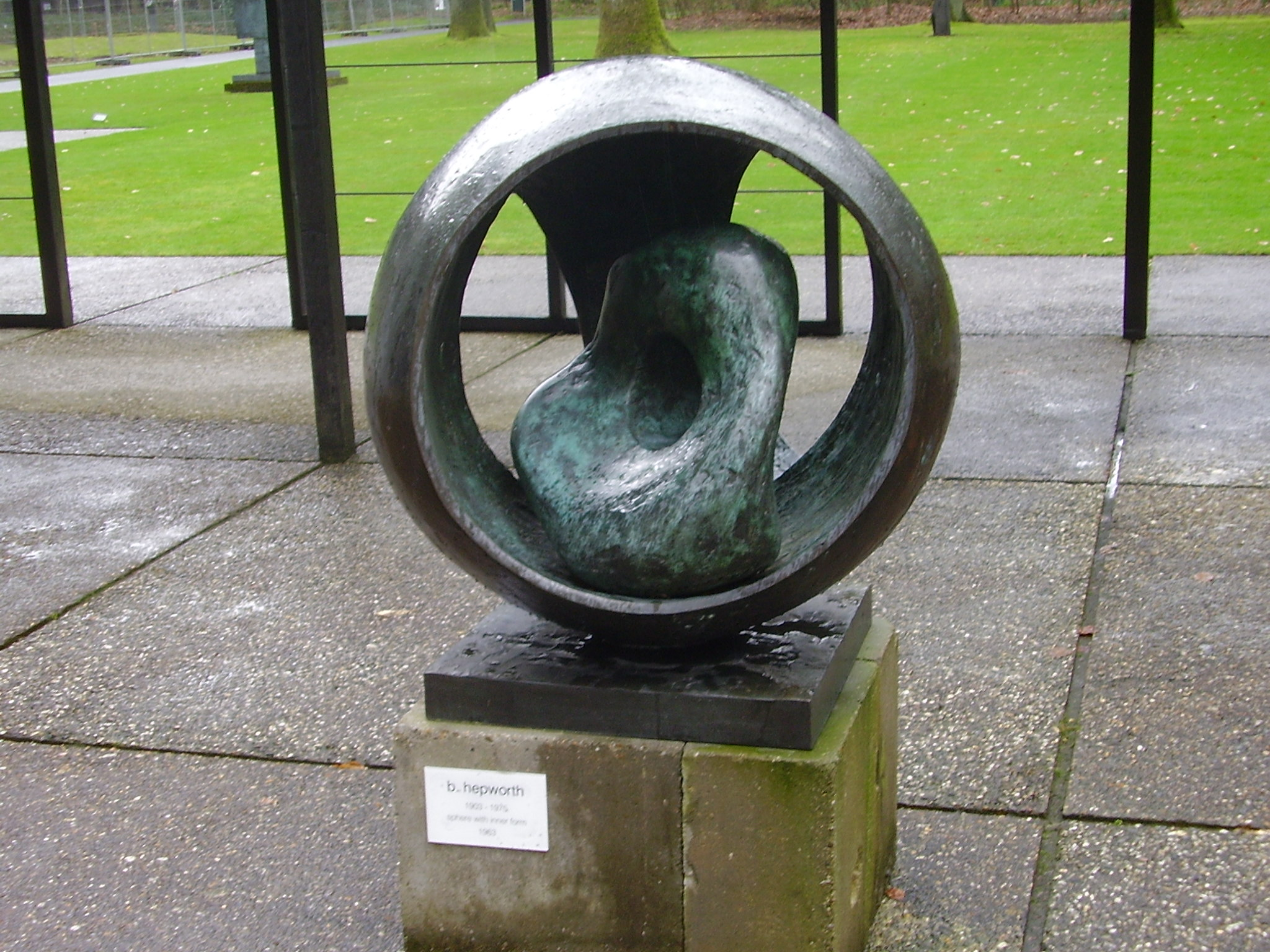
Sphere with Inner Form (1963) Barbara Hepworth, Kröller-Müller Museum

## Bouwkunst

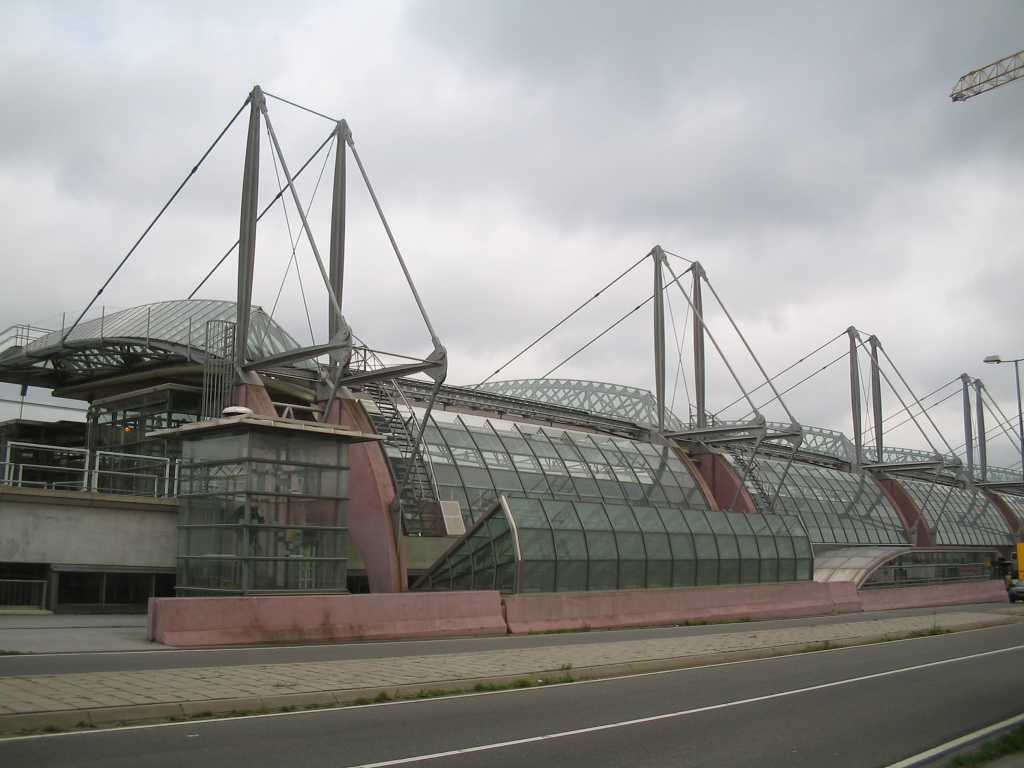
Station Schiedam Centrum (1963) Koen van der Gaast

## Geboren

### januari

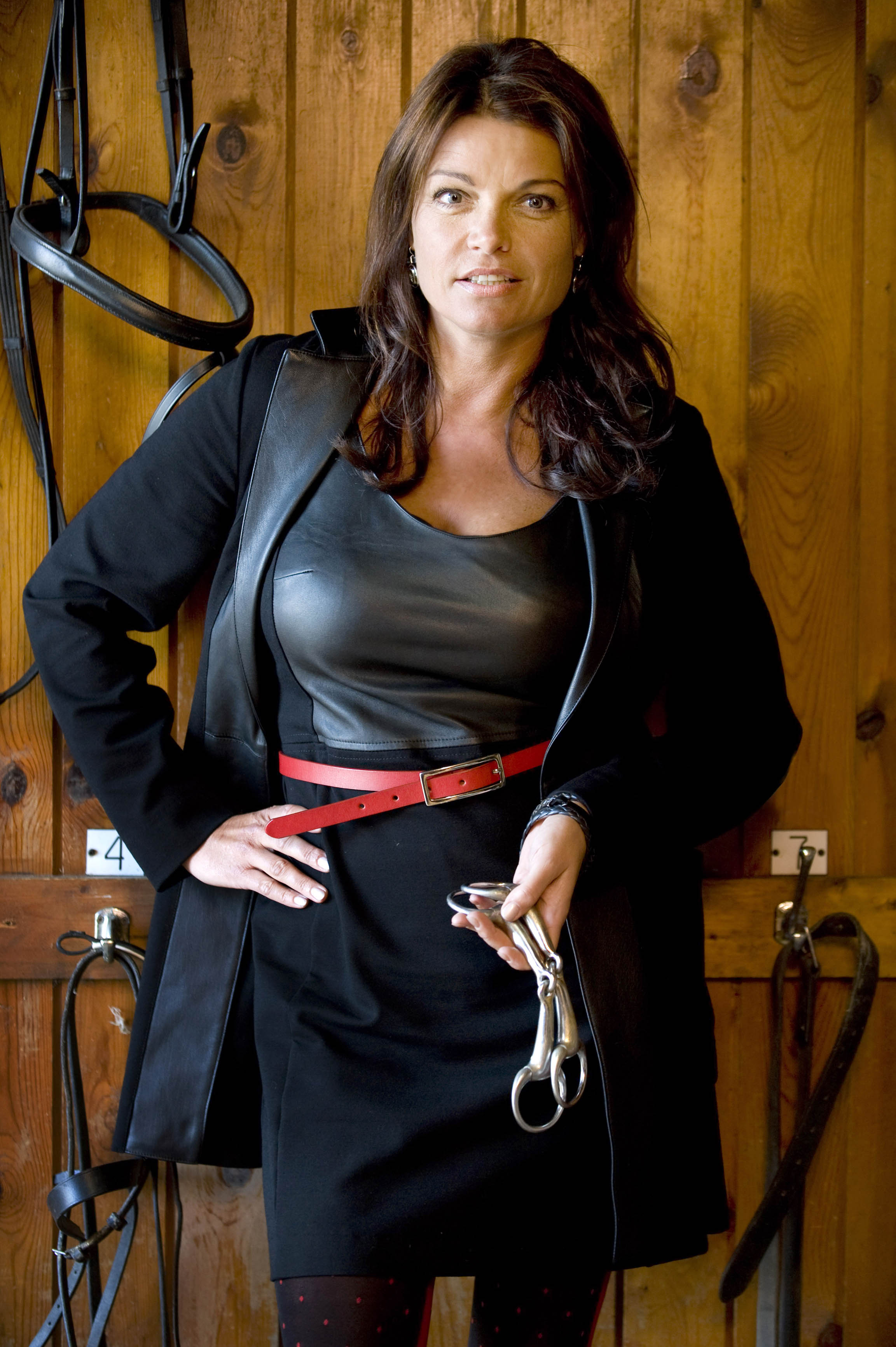
Goedele Liekens,
21 januari

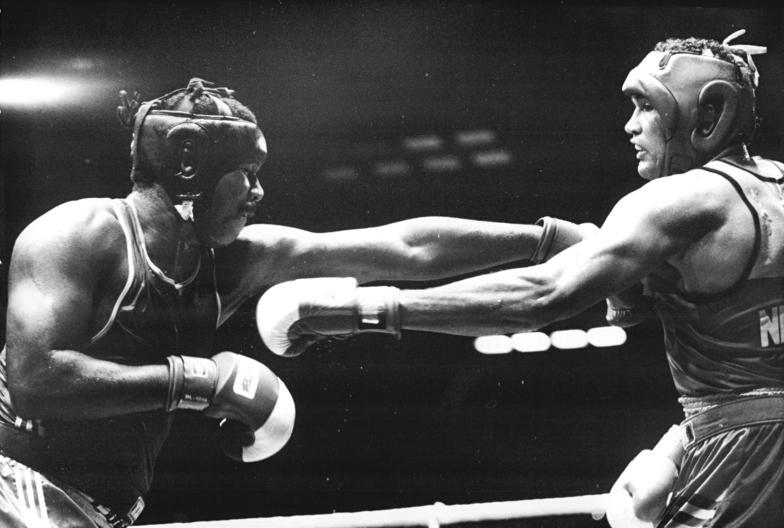
Arnold Vanderlyde (r),
24 januari

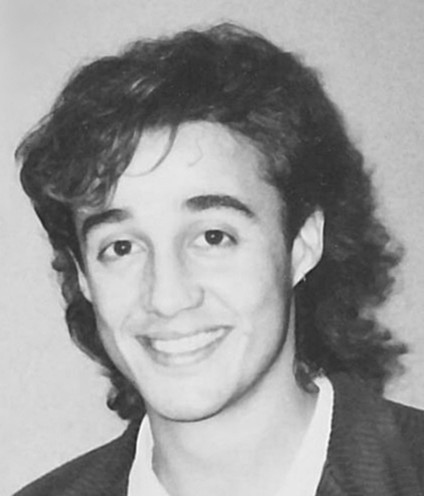
Andrew Ridgeley,
26 januari

- 1 - René Eijer, Nederlands voetballer
- 1 - Alberico Evani, Italiaans voetballer
- 1 - Cahit Ölmez, Nederlands-Turks acteur (overleden 2025)
- 1 - Luc Winants, Belgisch schaker (overleden 2023)
- 2 - Bianca Bonelli, Nederlands zangeres
- 3 - Jeroen Smit, Nederlands bedrijfskundige en journalist
- 4 - Philip Dickmans, Belgisch bisschop van het Braziliaanse Miracema do Tocantins
- 4 - Dave Foley, Canadees-Amerikaans acteur
- 4 - Till Lindemann, Duits zanger (Rammstein)
- 4 - Théo Scholten, Luxemburgs voetballer
- 4 - Jelena Valova, Russisch kunstschaatsster
- 7 - Rand Paul, Amerikaans republikeins politicus
- 8 - Marian Mudder, Nederlands actrice
- 9 - Michael Everson, Iers taalkundige
- 10 - Kira Ivanova, Russisch kunstschaatsster (overleden 2001)
- 11 - Roland Wohlfarth, Duits voetballer
- 12 - Monica den Boer, Nederlands hoogleraar en politica
- 12 - Veron Lust, Nederlands atleet
- 14 - Steven Soderbergh, Amerikaans filmregisseur
- 15 - Ewald Engelen, Nederlands financieel geograaf, politicus en publicist
- 16 - Han Polman, Nederlands politicus en bestuurder
- 18 - Ed Brown, Amerikaans ondernemer en autocoureur
- 18 - Carl McCoy, Brits zanger
- 18 - Vera Pauw, Nederlands voetbalcoach
- 19 - John Bercow, Brits politicus
- 21 - Goedele Liekens, Vlaams seksuologe en televisiepresentatrice
- 24 - Patricia Goemaere, Vlaams actrice
- 24 - Arnold Vanderlyde, Nederlands bokser
- 25 - Suzanne Klemann, Nederlands zangeres (Loïs Lane)
- 25 - Bernd Storck, Duits voetballer en voetbalcoach
- 25 - Herman Verbruggen, Vlaams acteur
- 26 - José Mourinho, Portugees voetbalcoach
- 26 - Andrew Ridgeley, Brits zanger (o.a. Wham!)
- 27 - George Monbiot, Brits zoöloog en publicist
- 28 - Dave McPherson, Schots voetballer
- 28 - Thomas Wolf, Luxemburgs voetballer
- 30 - Kees Vendrik, Nederlands politicus (GroenLinks)
- 31 - Brian Keith Adams, Amerikaans worstelaar (overleden 2007)
- 31 - John Dye, Amerikaans acteur (overleden 2011)

### februari

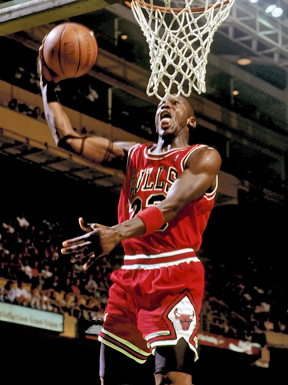
Michael Jordan,
17 februari

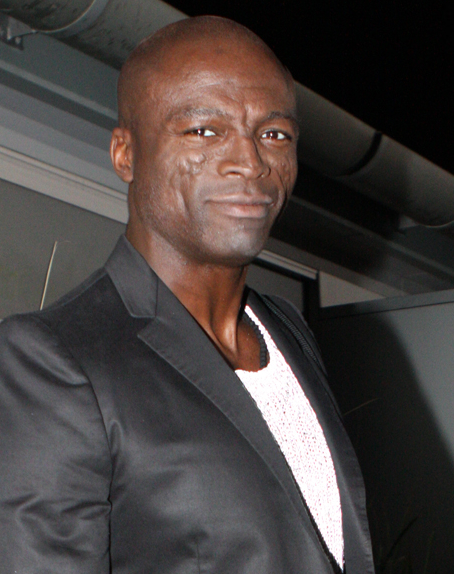
Seal (zanger),
19 februari

- 2 - Rıza Çalımbay, Turks voetballer en voettrainer
- 2 - Eva Cassidy, Amerikaans jazz-zangeres (overleden 1996)
- 3 - Jørn Andersen, Noors voetballer en voetbalcoach
- 3 - Isabella Lövin, Zweeds journaliste en politica
- 3 - Arthur van Dijk, Nederlands politicus en bestuurder
- 4 - Andrés Espinosa, Mexicaans atleet
- 4 - Kevin Wasserman, Amerikaans gitarist
- 5 - Connie Meijer, Nederlands wielrenner (overleden 1988)
- 6 - Josep Maria Bartomeu, Spaans voetbalbestuurder
- 6 - Ralf Brudel, Duits roeier
- 8 - Betty Vansteenbroek, Belgisch atlete
- 9 - Lolo Ferrari, Frans danseres en (porno)actrice (overleden 2000)
- 10 - Philip Glenister, Brits acteur
- 10 - Harris Huizingh, Nederlands voetballer
- 11 - Max Aardema, Nederlands politicus (PVV)
- 11 - José Bakero, Spaans voetballer
- 12 - Sandra Hermanus-Schröder, Nederlands theologe en predikante
- 13 - Henri Abadie, Frans wielrenner
- 13 - Manuëla Kemp, Nederlands zangeres en tv-presentatrice (overleden 2025)
- 13 - Csaba László, Hongaars-Roemeens voetballer en voetbalcoach
- 15 - Guildo Horn, Duits schlagerzanger
- 15 - Jan Roelfs, Nederlands sportverslaggever
- 17 - Florence Hartmann, Frans journaliste en publiciste
- 17 - Michael Jordan, Amerikaans basketballer
- 18 - Anders Frisk, Zweeds voetbalscheidsrechter
- 18 - Marlène de Wouters, Belgisch televisiepresentatrice
- 19 - Seal, Brits zanger
- 20 - Charles Barkley, Amerikaans basketballer
- 22 - Jan Olde Riekerink, Nederlands voetballer en voetbaltrainer
- 22 - Vijay Singh, Fijisch golfer
- 23 - Maxim Februari, Nederlands filosoof, schrijver en essayist
- 23 - Radosław Sikorski, Pools journalist en politicus
- 23 - Christine van Stralen, Nederlands actrice
- 26 - Milko Ðurovski, Macedonisch voetballer
- 26 - Bernardo Redín, Colombiaans voetballer en voetbalcoach
- 28 - Claudio Chiappucci, Italiaans wielrenner
- 28 - Gustavo Costas, Argentijns voetballer en voetbalcoach

### maart
- 1 - Thomas Anders, Duits zanger
- 1 - Hannu Jäntti, Fins voetballer

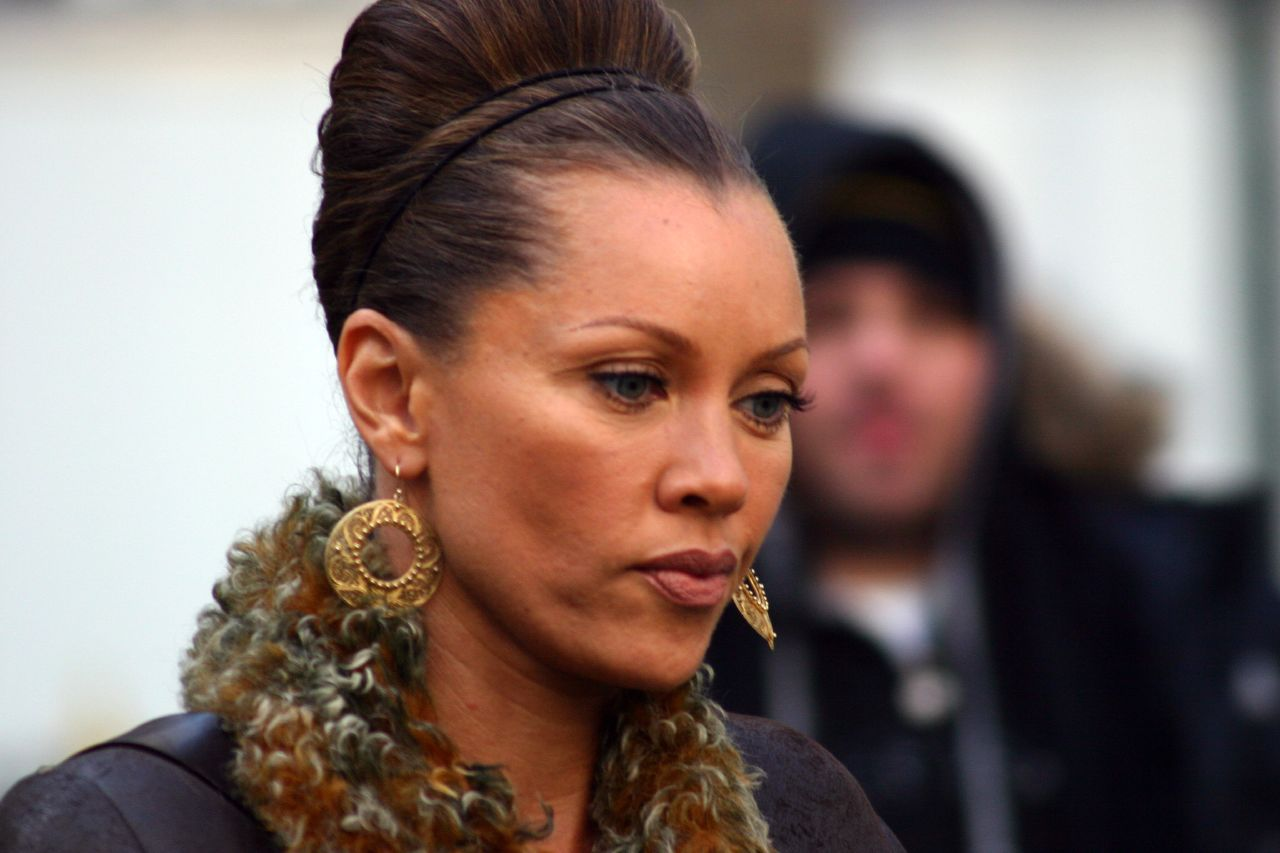
Vanessa L. Williams,
18 maart

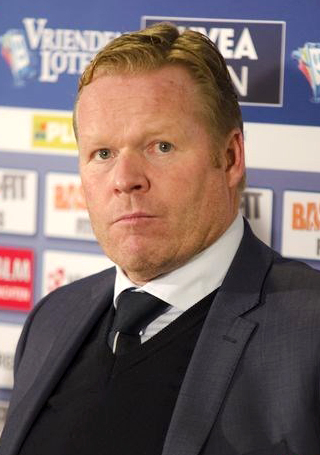
Ronald Koeman,
21 maart

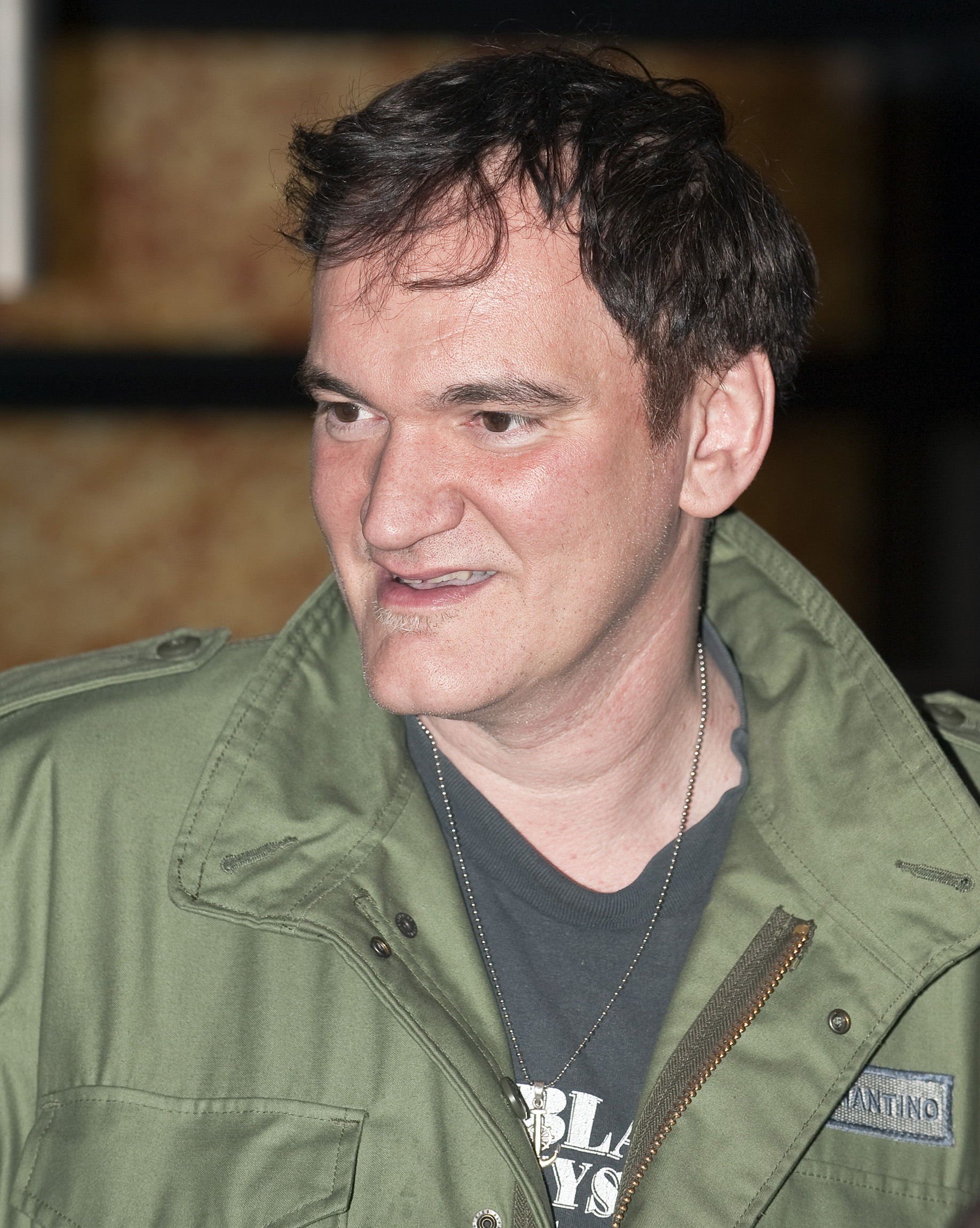
Quentin Tarantino,
27 maart

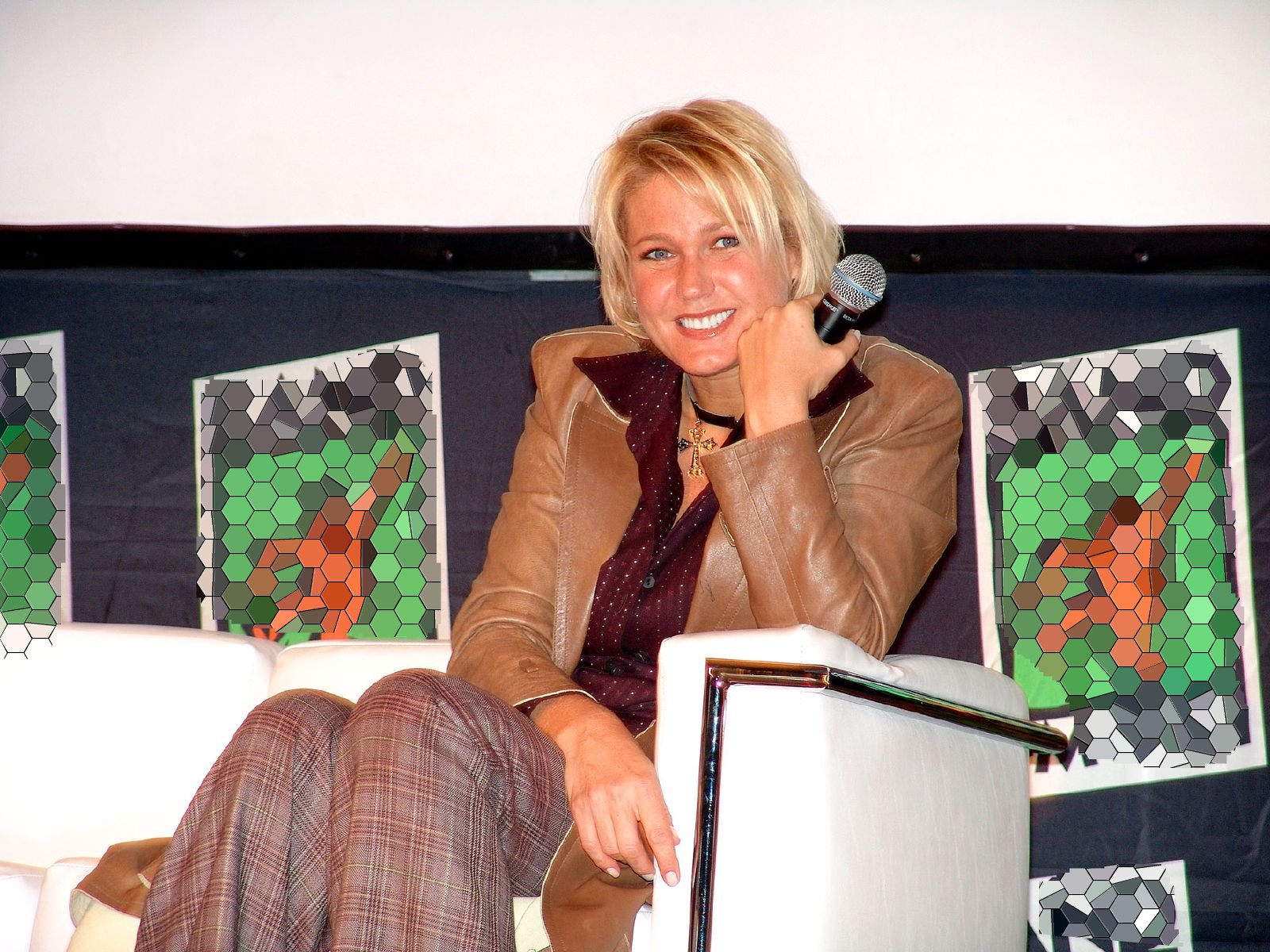
Xuxa,
27 maart

- 1 - Arnold Oosterveer, Nederlands voetballer en voetbalmakelaar
- 1 - Ubaldo Righetti, Italiaans voetballer
- 2 - Anthony Albanese, Australisch politicus
- 2 - Monica Theodorescu, Duits amazone
- 3 - Martín Fiz, Spaans atleet
- 3 - Andreas Tomalla, Duits dj en producer
- 4 - Paul Krumpe, Amerikaans voetballer
- 4 - Jason Newsted, Amerikaans bassist
- 6 - Michael McLean, Engels golfer
- 6 - Marijke van Mil, Surinaams kinderboekenschrijfster
- 6 - Jan Mulder, Nederlands pianist, componist en dirigent
- 7 - E.L. James, Brits schrijfster
- 7 - Mark Rowland, Brits atleet
- 7 - Kim Ung-yong, Koreaans voormalig wonderkind
- 7 - Vincent Verweij, Nederlands ondernemer en televisieregisseur
- 11 - Raoul Heertje, Nederlands tekstschrijver en stand-upcomedian
- 11 - Alex Kingston, Brits actrice
- 11 - Katja Staartjes, Nederlands bergbeklimster en atlete
- 12 - John Andretti, Amerikaans autocoureur (overleden 2020)
- 12 - Joaquim Cruz, Braziliaans atleet
- 12 - Ian Holloway, Engels voetballer en voetbalcoach
- 12 - Eric Wiebes, Nederlands politicus en minister
- 13 - Aníbal González, Chileens voetballer
- 13 - Michal Hipp, Slowaaks voetballer en voetbalcoach
- 15 - Marco Beukenkamp, Nederlands atleet
- 18 - Jan Verheyen, Vlaams filmregisseur en presentator
- 18 - Vanessa L. Williams, Amerikaans model en zangeres
- 20 - Paul Annacone, Amerikaanse tennisser en tenniscoach
- 20 - Kathy Ireland, Amerikaans actrice en ondernemer
- 20 - Jelena Romanova, Russisch atlete (overleden 2007)
- 20 - Andrei Sokolov, Frans schaker
- 21 - Ronald Koeman, Nederlands voetballer en voetbaltrainer
- 22 - Isabelle De Bruycker, Belgisch atlete
- 22 - Frank Drost, Nederlands zwemmer
- 22 - Oleh Koeznetsov, Oekraïens voetballer en trainer
- 22 - Marty Natalegawa, Indonesisch politicus
- 23 - Míchel, Spaans voetballer
- 23 - Ana Fidelia Quirot, Cubaans atlete
- 23 - Monique Rosier, Nederlands actrice
- 24 - Raimond van der Gouw, Nederlands voetballer
- 24 - Eric Vloeimans, Nederlands jazztrompettist
- 25 - Luk Alloo, Vlaams presentator en programmamaker
- 25 - Jaime Vera, Chileens voetballer en voetbalcoach
- 26 - Dan-Ola Eckerman, Fins voetballer (overleden 1994)
- 27 - Karin de Groot, Nederlands televisiepresentatrice
- 27 - Gary Stevens, Engels voetballer
- 27 - Quentin Tarantino, Amerikaans filmregisseur en acteur
- 27 - Xuxa, Braziliaans actrice/zangeres
- 29 - Joan Garriga, Spaans motorcoureur (overleden 2015)
- 29 - Erik Matser, Nederlands neuropsycholoog, universitair docent, wetenschappelijk publicist en sportpsycholoog
- 30 - Tsahiagiin Elbegdorzj, Mongools politicus
- 30 - Oleksij Mychajlytsjenko, Sovjet-Oekraïens voetballer en voetbalcoach
- 31 - Judith de Bruijn, Nederlands televisiepresentatrice

### april

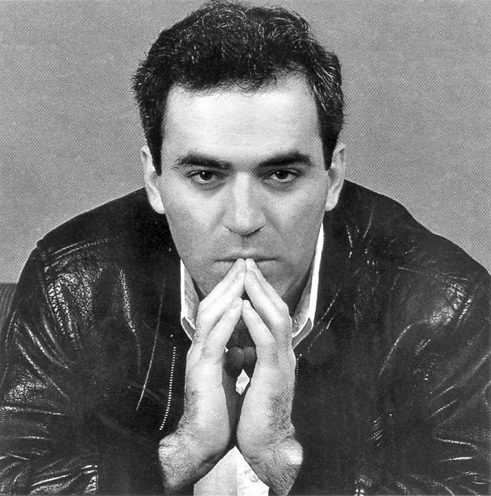
Garri Kasparov in 1993
13 april

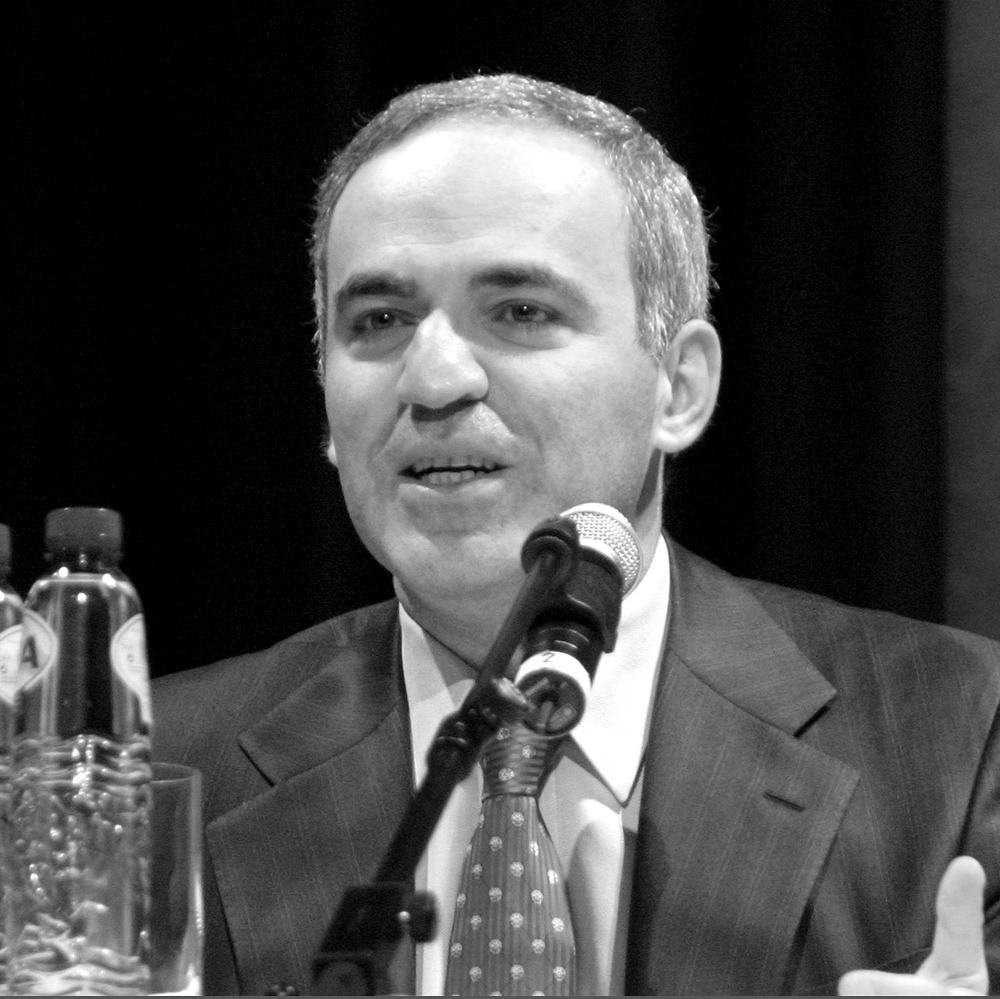
Garri Kasparov in 2007,
13 april

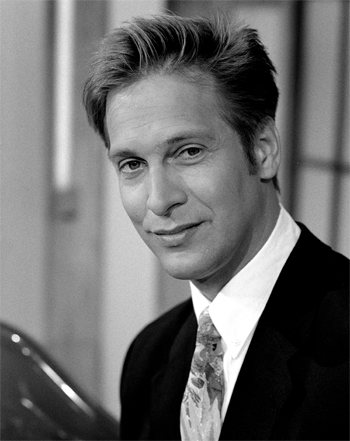
Rolf Wouters,
23 april

- 2 - Vastert van Aardenne, Nederlands acteur
- 2 - Carlos Henrique Raposo, Braziliaans voetballer
- 3 - Dave Askew, Engels darter
- 3 - Roelof Hemmen, Nederlands nieuwslezer en journalist
- 3 - Adriaan Jaeggi, Nederlands columnist, dichter, essayist en schrijver (overleden 2008)
- 3 - Nasrin Sotoudeh, Iraans advocate en mensenrechtenverdedigster
- 4 - Graham Norton, Iers komiek en televisiepresentator
- 6 - Rafael Correa, Ecuadoraans politicus
- 6 - Andrew Weatherall, Brits dj, producer en remixer (overleden 2020)
- 7 - Bernard Lama, Frans-Guyaans voetbaldoelman
- 8 - Julian Lennon, Brits muzikant
- 9 - Marc Jacobs, Amerikaans modeontwerper
- 10 - Mark Oliver Everett, Amerikaans autodidact zanger en liedjesschrijver
- 11 - Karen Briggs, Brits judoka
- 11 - Chris Ferguson, Amerikaans pokerspeler
- 11 - Jörg Woithe, Oost-Duits zwemmer
- 13 - Jan Willem van Ede, Nederlandse voetballer
- 13 - Garri Kasparov, Russisch schaker
- 15 - Walter Casagrande, Braziliaans voetballer
- 16 - Sergej Krylov, Russisch autocoureur
- 18 - Jan Ykema, Nederlands schaatser
- 19 - Peter Van Wambeke, Belgisch voetballer en voetbaltrainer
- 20 - Tineke Ceelen, Nederlands bestuurster (Memisa, SNV, Stichting Vluchteling)
- 21 - Ari Tegelberg, Fins voetballer (overleden 2000)
- 23 - Martin Brunner, Zwitsers voetbaldoelman
- 23 - Pia Cramling, Zweeds schaakster (grootmeester)
- 23 - Rolf Wouters, Nederlands televisiepresentator
- 25 - Marcos Ferrufino, Boliviaans voetballer en voetbaltrainer (overleden 2021)
- 25 - Marnix Mabbe, Belgisch atleet
- 25 - David Moyes, Schots voetballer en voetbaltrainer
- 26 - Jeroen Melkert, Nederlands beeldhouwer
- 26 - Ilse Starkenburg, Nederlands dichteres (overleden 2019)
- 27 - Schae Harrison, Amerikaans actrice
- 27 - Dante Rezze, Frans wielrenner
- 28 - Frank Stockmans, Belgisch atleet
- 29 - Jacobine Geel, Nederlands theologe, televisiepresentatrice en columniste
- 29 - Igor Sjkvyrin, Oezbeeks voetballer en trainer
- 30 - Jose Zubiri III, Filipijns politicus

### mei
- 1 - Prins Guillaume van Luxemburg

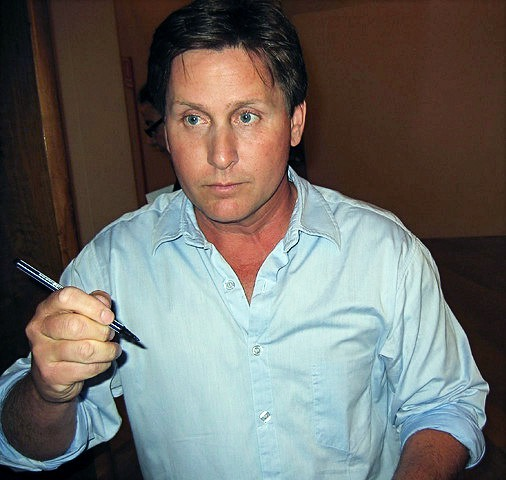
Emilio Estevez,
12 mei

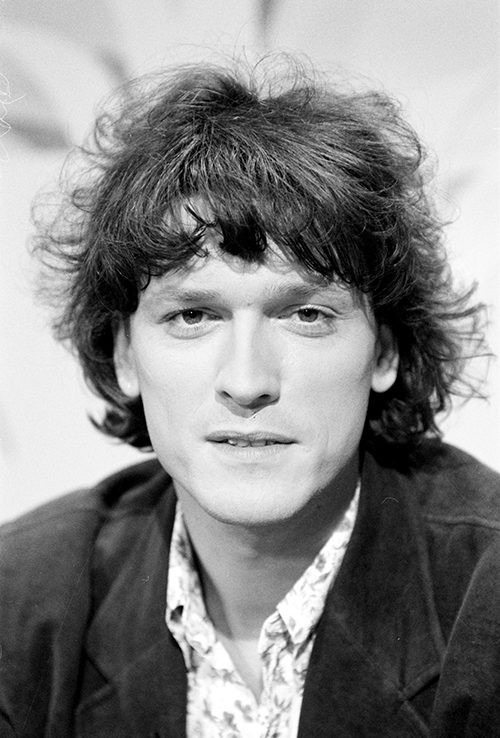
Bas Westerweel,
16 mei

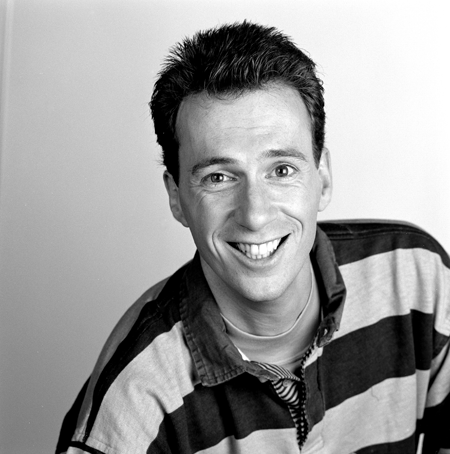
Jochem van Gelder,
23 mei

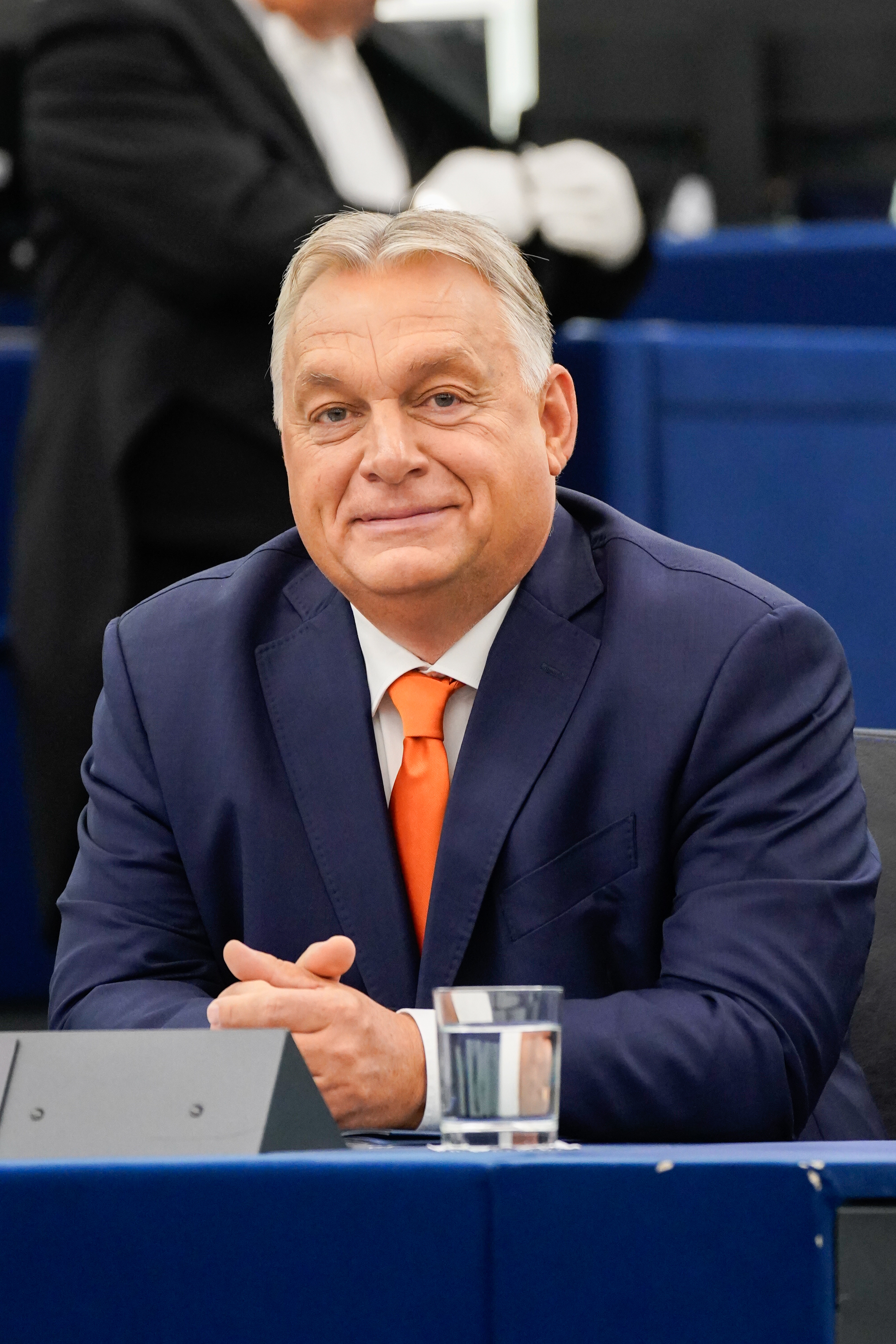
Viktor Orbán,
31 mei

- 1 - Philip Ma, Hongkongs autocoureur
- 2 - Esther Freud, Brits schrijfster
- 2 - Victor Reinier, Nederlands acteur en televisiepresentator
- 3 - Thomas Greiner, Oost-Duits roeier
- 3 - Petra Possel, Nederlands radiopresentatrice, columniste en schrijfster
- 5 - Dan Berglund, Zweeds jazzbassist
- 6 - Geert Deferm, Belgisch voetballer
- 8 - Jan de Jonge, Nederlands voetballer en voetbaltrainer
- 9 - Emiel Hopman, Nederlands marathon- en langebaanschaatser (overleden 2023)
- 9 - Ron Miles, Amerikaans jazzmuzikant (overleden 2022)
- 10 - Sławomir Skrzypek, Pools econoom (overleden 2010)
- 11 - Natasha Richardson, Brits-Amerikaans actrice (overleden 2009)
- 12 - Emilio Estevez, Amerikaans acteur
- 12 - Charles Pettigrew, lid van het zangduo Charles & Eddie (overleden 2001)
- 12 - Michael Raedecker, Nederlands kunstenaar
- 12 - Elzo Smid, Nederlands grafisch ontwerper en auteur
- 12 - Manon Thomas, Nederlands presentatrice
- 13 - Arvid Engegård, Noors musicus en dirigent
- 13 - Andrea Leadsom, Brits conservatief politica
- 13 - Christian Perez, Frans voetballer
- 16 - Bas Westerweel, Nederlands presentator
- 17 - Jan Vonka, Tsjechisch autocoureur
- 21 - Torben Piechnik, Deens voetballer
- 23 - Rita Defauw, Belgisch roeister
- 23 - Jochem van Gelder, Nederlands televisiepresentator
- 25 - Erik de Bruin, Nederlands atleet
- 25 - Iñaki Gastón Crespo, Spaans-Baskisch wielrenner
- 25 - Mike Myers, Canadees filmster
- 25 - Frank Yu, Hongkongs autocoureur
- 29 - Zhu Jianhua, Chinees atleet
- 30 - Hella Jongerius, Nederlands industrieel ontwerpster
- 31 - Viktor Orbán, Hongaars politicus en premier

### juni

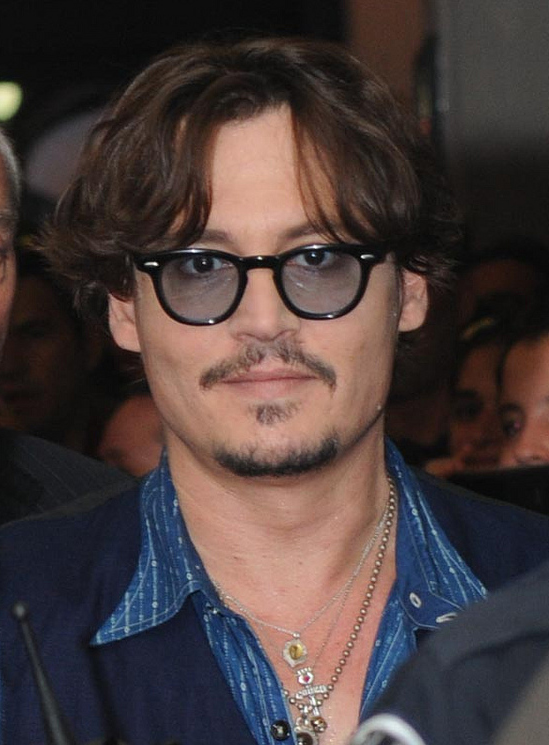
Johnny Depp,
9 juni

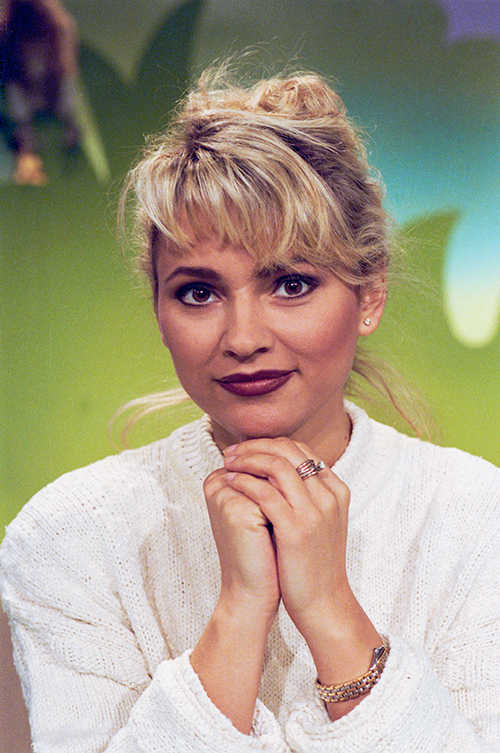
Tatjana Šimić,
9 juni

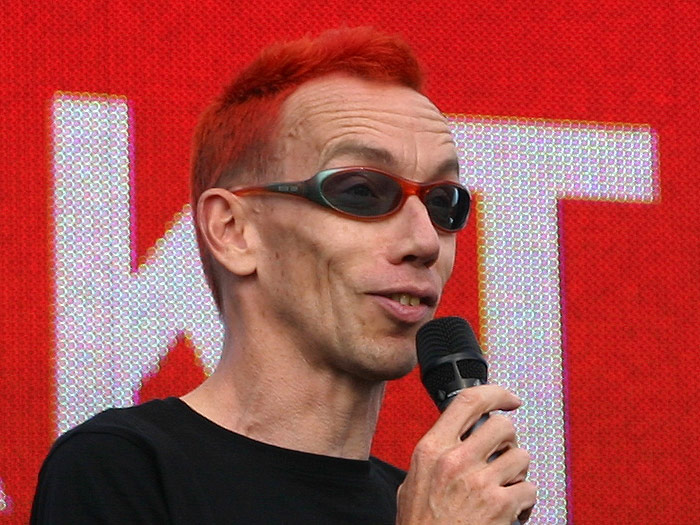
Dolf Jansen,
25 juni

- 1 - Vital Borkelmans, Belgisch voetballer
- 1 - Ronald Vierbergen, Nederlands grafisch ontwerper en filmproducent
- 2 - Bernard Cazeneuve, Frans premier
- 3 - Rudy Demotte, Belgisch politicus
- 3 - Lucy Grealy, Iers-Amerikaans dichter (overleden 2002)
- 3 - Lot Lohr, Nederlands (stem)actrice
- 7 - Cuca, Braziliaans voetballer en voetbaltrainer
- 7 - Luca Fusi, Italiaans voetballer en voetbaltrainer
- 8 - Toru Kamikawa, Japans voetbalscheidsrechter
- 8 - Lutz Seiler, Duits schrijver
- 9 - Véronique Collard, Belgisch atlete
- 9 - Johnny Depp, Amerikaans acteur
- 9 - Tatjana Šimić, Kroatisch-Nederlands fotomodel en actrice
- 10 - Carlo Bomans, Belgisch wielrenner
- 10 - Wim Van Belleghem, Belgisch roeier
- 10 - Jeanne Tripplehorn, Amerikaans actrice
- 12 - Cora van Nieuwenhuizen, Nederlands politica (VVD)
- 13 - Bettina Bunge, Duits tennisster
- 13 - Edward Sturing, Nederlands voetballer en voetbaltrainer
- 15 - Allan Caidic, Filipijns basketballer
- 15 - Helen Hunt, Amerikaans actrice
- 15 - Opiyo Okach, Keniaans danser en choreograaf
- 15 - Igor Paklin, Sovjet-Russisch/Kirgizisch atleet
- 17 - Christoph Gilli, Zwitsers voetballer (overleden 2010)
- 18 - Jeff Mills, technoartiest
- 19 - Erik de Vries, Nederlands acteur
- 20 - Eric Adère, Belgisch atleet
- 21 - Gosho Aoyama, Japans mangaka
- 22 - Randy Couture, Amerikaans worstelaar
- 23 - Liu Cixin, Chinees schrijver
- 25 - Rob van Essen, Nederlands schrijver, vertaler en recensent
- 25 - Dolf Jansen, Nederlands cabaretier en televisiepresentator
- 25 - Ilkka Mäkelä, Fins voetballer en voetbalcoach
- 25 - Yann Martel, Canadees schrijver
- 25 - George Michael, Brits popzanger (overleden 2016)
- 26 - Michail Chodorkovski, Russisch ondernemer
- 27 - John Reynolds, Brits motorcoureur
- 29 - Dirk Geukens, Belgisch motorcrosser (overleden 2020)
- 29 - Anne-Sophie Mutter, Duits violiste
- 30 - Olga Bryzgina, Sovjet-Russisch/Oekraïens atlete
- 30 - Giancarlo Falappa, Italiaans motorcoureur
- 30 - Yngwie Malmsteen, Zweeds gitarist
- 30 - Wim Vandekeybus, Belgisch choreograaf, regisseur, acteur en fotograaf

### juli

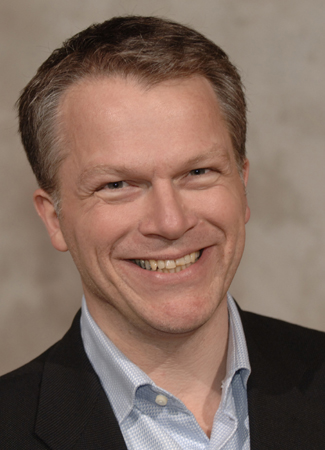
Wouter Bos,
14 juli

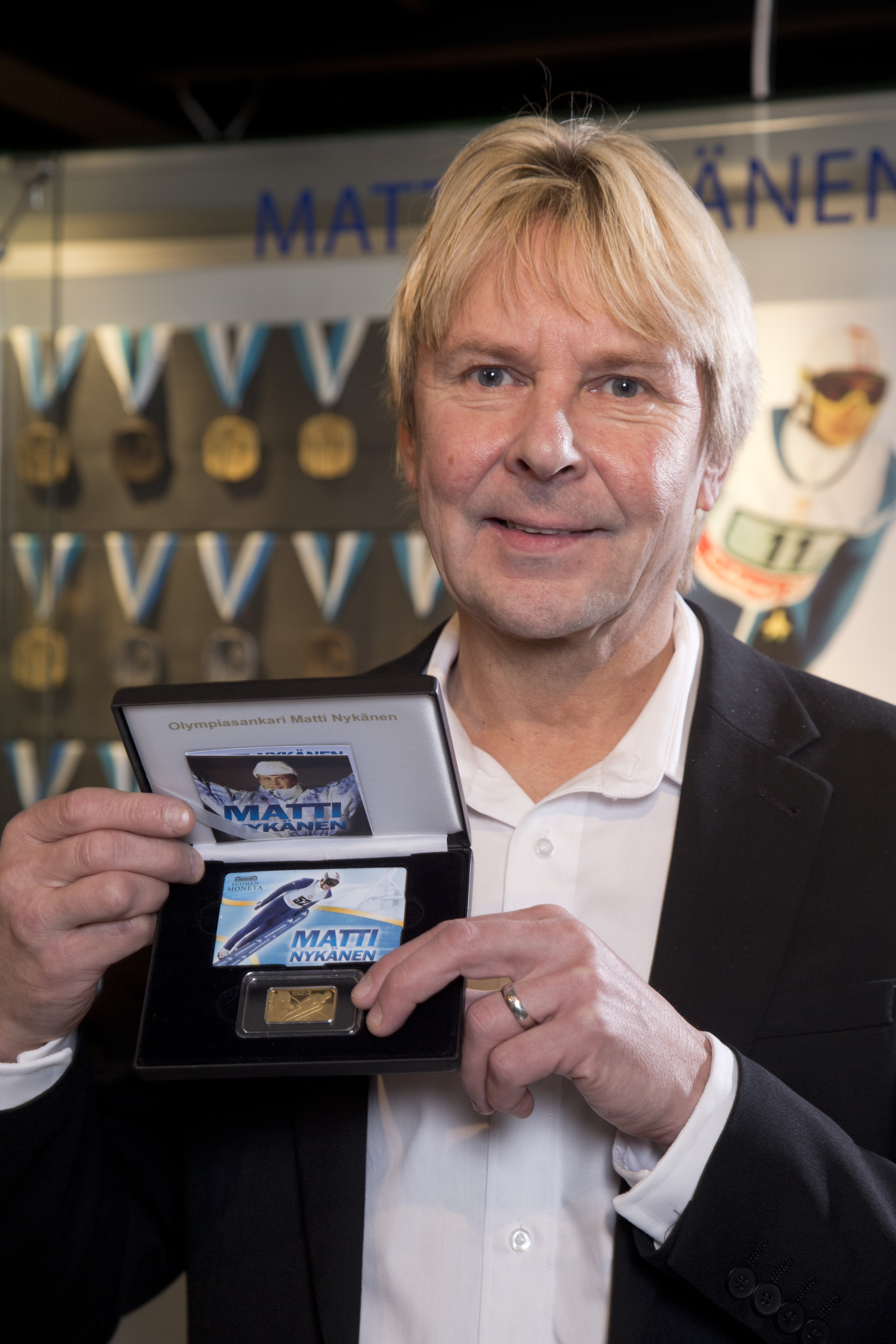
Matti Nykänen,
17 juli

- 2 - Marcel Wanders, Nederlands industrieel ontwerper
- 3 - Markus Oestreich, Duits autocoureur
- 3 - Frans van Rooij, Nederlands voetballer
- 4 - Rob van Erkelens, Nederlands schrijver
- 4 - Henri Leconte, Frans tennisser
- 4 - Jan Mølby, Deens voetballer en voetbalcoach
- 5 - Edie Falco, Amerikaans actrice
- 5 - Gerrit van Kouwen, Nederlands autocoureur (overleden 2024)
- 6 - Rudi Daems, Vlaams politicus
- 6 - Edwin Gorter, Nederlands voetballer
- 6 - Sorin Matei, Roemeens atleet
- 9 - Fliura Bulatova, Italiaans tafeltennisster
- 9 - Chris van Dam, Nederlands politicus
- 9 - Coen van Zwol, Nederlands journalist
- 10 - Bruno Bruins, Nederlands politicus
- 11 - Lisa Rinna, Amerikaans actrice
- 11 - Riccardo Romagnoli, Italiaans autocoureur
- 11 - Walter Thurnherr, Zwitsers politicus; bondskanselier sinds 2016
- 12 - Norman Alvis, Amerikaans wielrenner
- 14 - Wouter Bos, Nederlands politicus
- 15 - Brigitte Nielsen, Amerikaans actrice
- 15 - Xandra Schutte, Nederlands journaliste
- 17 - Herman Hofstee, Nederlands atleet
- 17 - Srečko Katanec, Sloveens voetballer en voetbalcoach
- 17 - Matti Nykänen, Fins schansspringer (overleden 2019)
- 18 - Hans Eijkenaar, Nederlands componist, drummer en producer
- 18 - Marc Girardelli, Luxemburgs alpineskiër
- 19 - Wouter Van Lierde, Vlaams acteur (overleden 2020)
- 19 - Sándor Wladár, Hongaars zwemmer en olympisch kampioen
- 20 - Paula Ivan, Roemeens atlete
- 20 - Aleksandr Zjoelin, Russisch kunstschaatser
- 22 - Emilio Butragueño, Spaans voetballer
- 22 - Rob Estes, Amerikaans acteur
- 24 - Karl Malone, Amerikaans basketbalspeler
- 24 - Lars Nieberg, Duits ruiter
- 24 - Anton Stredák, Slowaaks voetbalscheidsrechter
- 26 - Carolien van Kilsdonk, Nederlands snowboarder
- 26 - Jouko Vuorela, Fins voetballer
- 28 - Monique Somers, Nederlands wiskundige, meteorologe en weervrouw
- 29 - Chanoch Nissany, Israëlisch racecoureur en zakenman
- 29 - David Phillips, Welsh voetballer
- 29 - Graham Poll, Engels voetbalscheidsrechter
- 29 - Ilkka Remes, Fins voetballer
- 29 - Yge Visser, Nederlands schaakgrootmeester
- 30 - Lisa Kudrow, Amerikaans actrice
- 30 - Antoni Martí, Andorrees politicus; minister-president (2011-2019) (overleden 2023)

### augustus

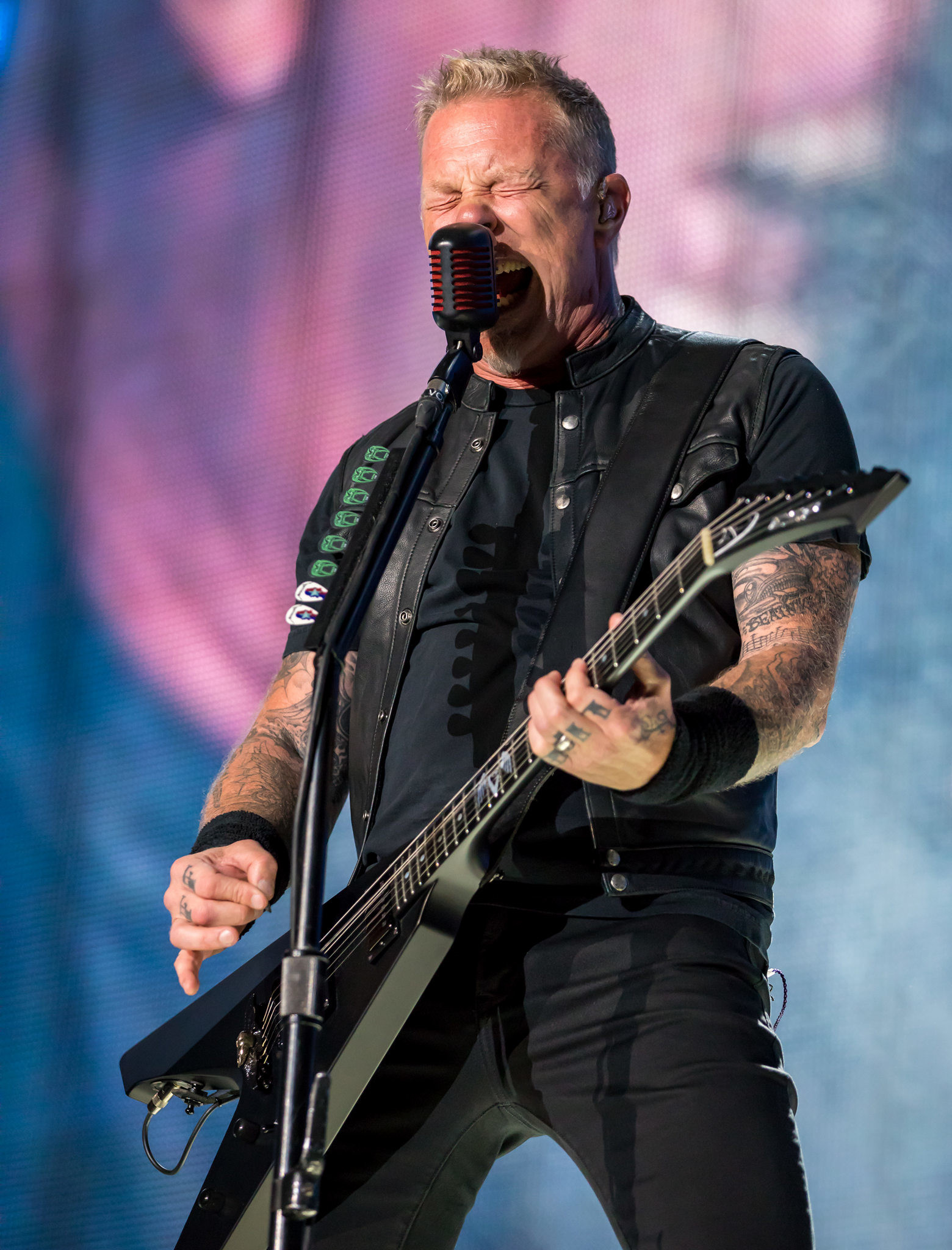
James Hetfield,
3 augustus

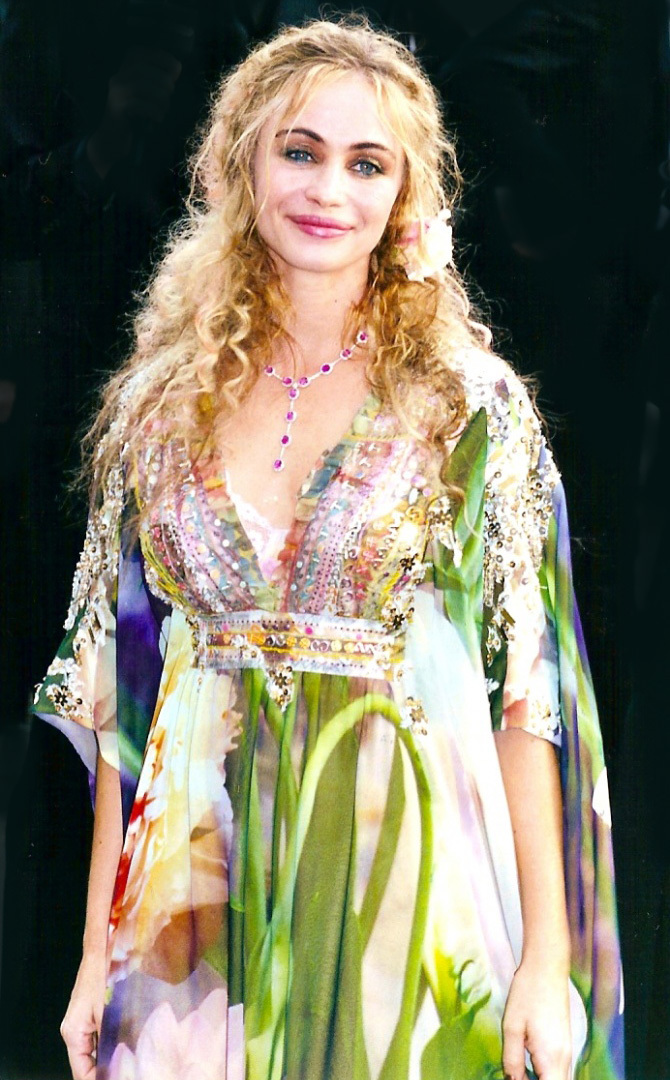
Emmanuelle Béart,
14 augustus

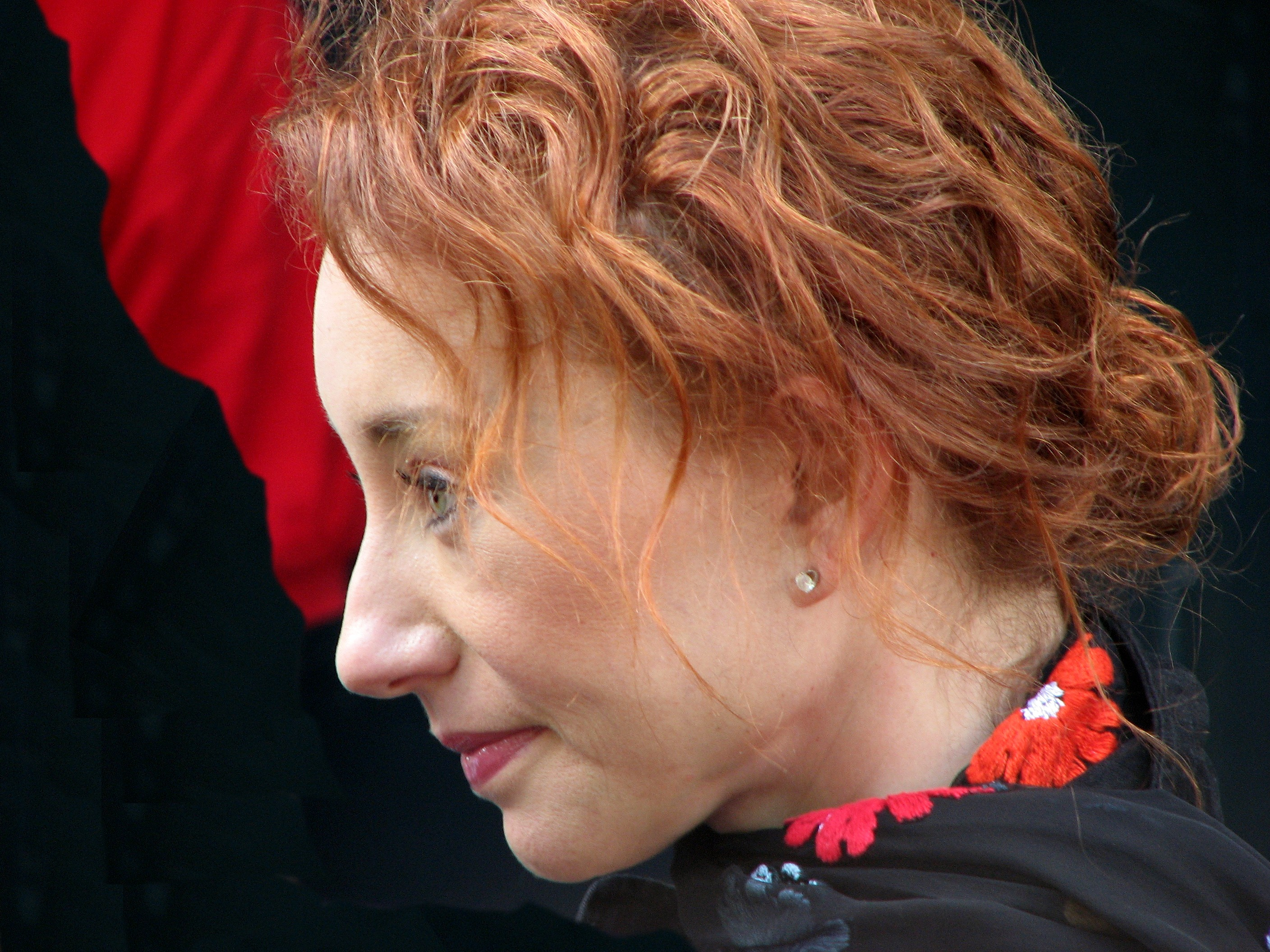
Tori Amos,
22 augustus

- 1 - Coolio (pseudoniem van Artis Ivey jr.), Amerikaans rapper, acteur en producent (overleden 2022)
- 1 - Mark Wright, Engels voetballer
- 3 - Cleo Campert, Nederlands fotografe
- 3 - James Hetfield, Amerikaans zanger (Metallica)
- 6 - Dean Andrews, Engels acteur
- 6 - Kadir van Lohuizen, Nederlands fotograaf
- 6 - Kevin Mitnick, Amerikaans hacker (overleden 2023)
- 8 - Marcel Schimscheimer, Nederlands basgitarist en muziekproducer (overleden 2024)
- 9 - Whitney Houston, Amerikaans zangeres en actrice (overleden 2012)
- 9 - Manuela Machado, Portugees atlete
- 9 - Alain Menu, Zwitsers autocoureur
- 9 - Hendrickje Spoor, Nederlands schrijfster
- 10 - Anton Janssen, Nederlands voetballer en voetbaltrainer
- 11 - Joram Lürsen, Nederlands regisseur
- 11 - Nausicaa Marbe, Roemeens-Nederlands journaliste, columniste en schrijfster
- 12 - Rudi Smidts, Belgisch voetballer en voetbalcoach
- 13 - Maxim Hartman, Nederlands televisiepresentator
- 13 - Édouard Michelin jr., Frans industrieel (overleden 2006)
- 14 - Emmanuelle Béart, Frans actrice
- 15 - Lady Miss Kier, Amerikaans zangeres (onder andere Deee-Lite)
- 15 - Stephan Lehmann, Zwitsers voetballer
- 15 - Vladimir Petković, Bosnisch-Kroatisch voetbalcoach
- 16 - Ana Isabel Alonso, Spaans atlete
- 16 - Kalusha Bwalya, Zambiaans voetballer
- 16 - Steve Carell, Amerikaans acteur
- 17 - Don McKellar, Canadees acteur, scenarioschrijver en regisseur
- 17 - Hans Vijlbrief, Nederlands econoom en politicus
- 18 - Luis Fajardo, Colombiaans voetballer
- 18 - Düzgün Yildirim, Nederlands politicus (ex-SP)
- 19 - John Stamos, Amerikaans acteur
- 20 - Riccardo Ferri, Italiaans voetballer
- 20 - Dennis van der Gijp, Nederlands voetballer
- 20 - Lyan Verburg, Nederlandse pedagoge en Jostibandleidster
- 20 - Robert Warzycha, Pools voetballer en voetbalcoach
- 21 - Koning Mohammed VI van Marokko
- 21 - Nigel Pearson, Engels voetballer en voetbaltrainer
- 22 - Tori Amos, Amerikaans zangeres
- 23 - Hans Goedkoop, Nederlands historicus en tv-presentator
- 24 - Peter Rufai, Nigeriaans voetbaldoelman (overleden 2025)
- 24 - Yrsa Sigurðardóttir, IJslands schrijfster
- 25 - Roberto Mussi, Italiaans voetballer
- 26 - Ludger Beerbaum, Duits springruiter
- 26 - Veniamin Symeonidis, Grieks darter
- 27 - Jan Philipsen, Nederlands bassist (Rowwen Hèze)
- 28 - Simone Colombo, Italiaans tennisser
- 28 - Regina Jacobs, Amerikaans atlete
- 28 - Waldemar Legień, Pools judoka
- 29 - Irene de Kok, Nederlands judoka
- 30 - Todd Carty, Engels acteur
- 31 - Sonny Silooy, Nederlands voetballer

### september

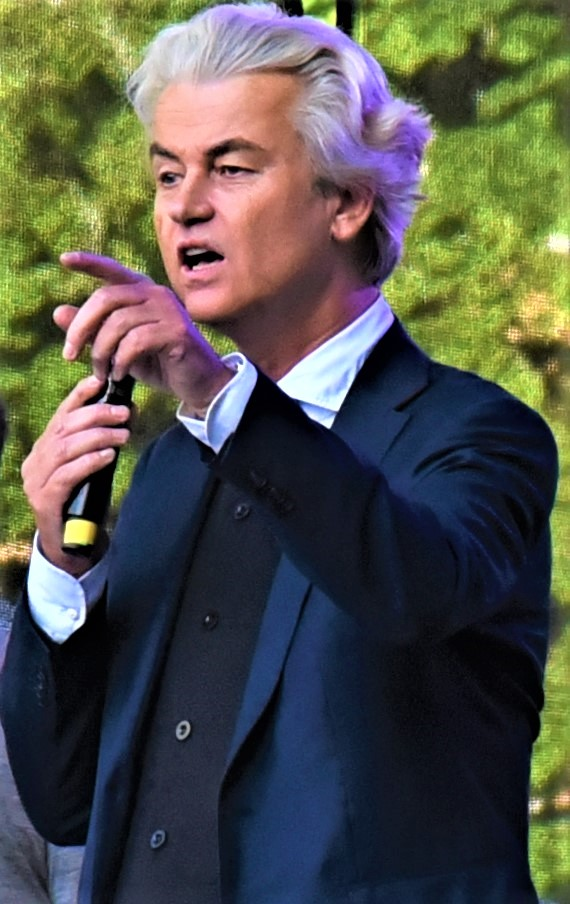
Geert Wilders,
6 september

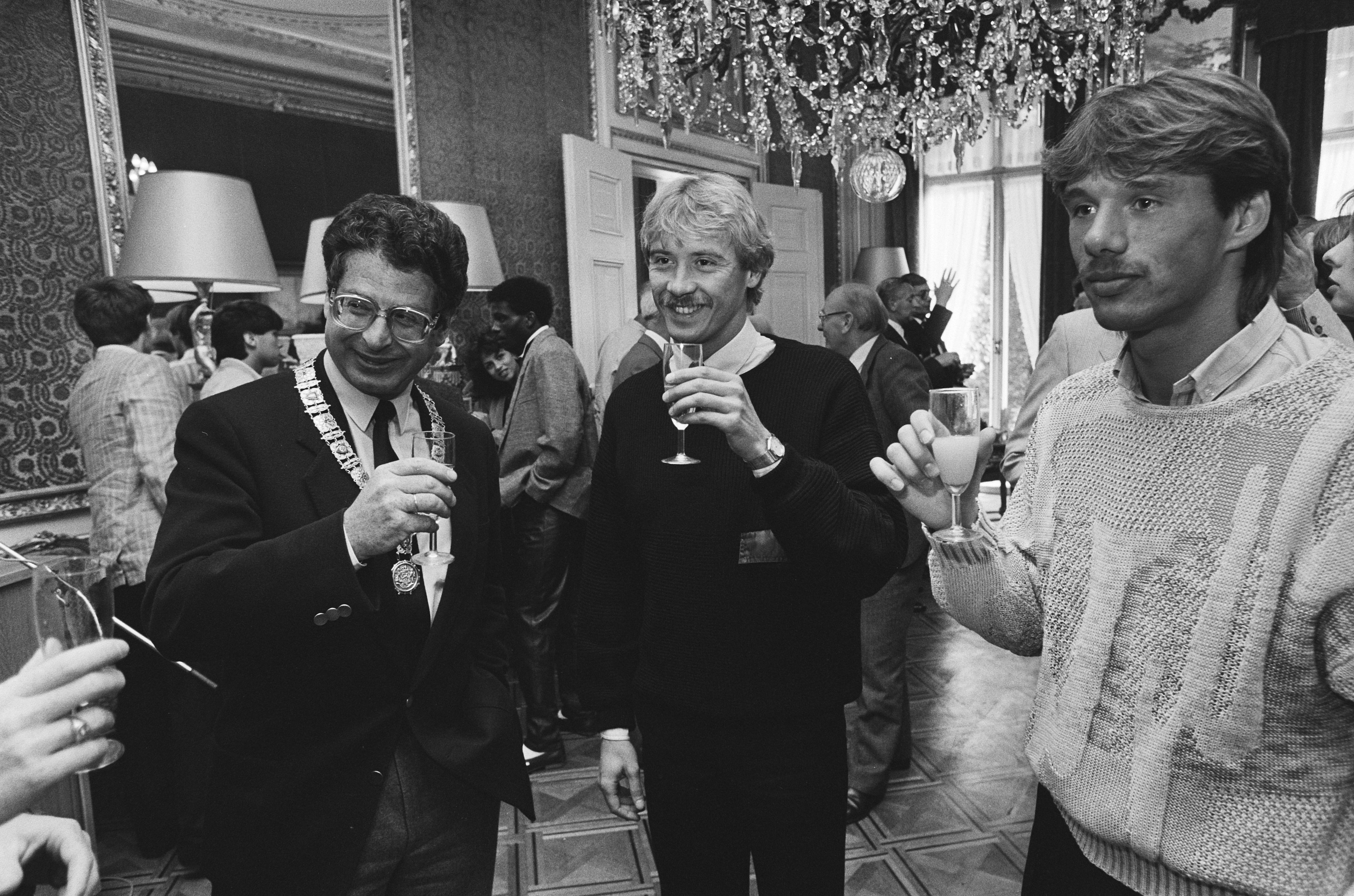
Rob de Wit (rechts)
8 september

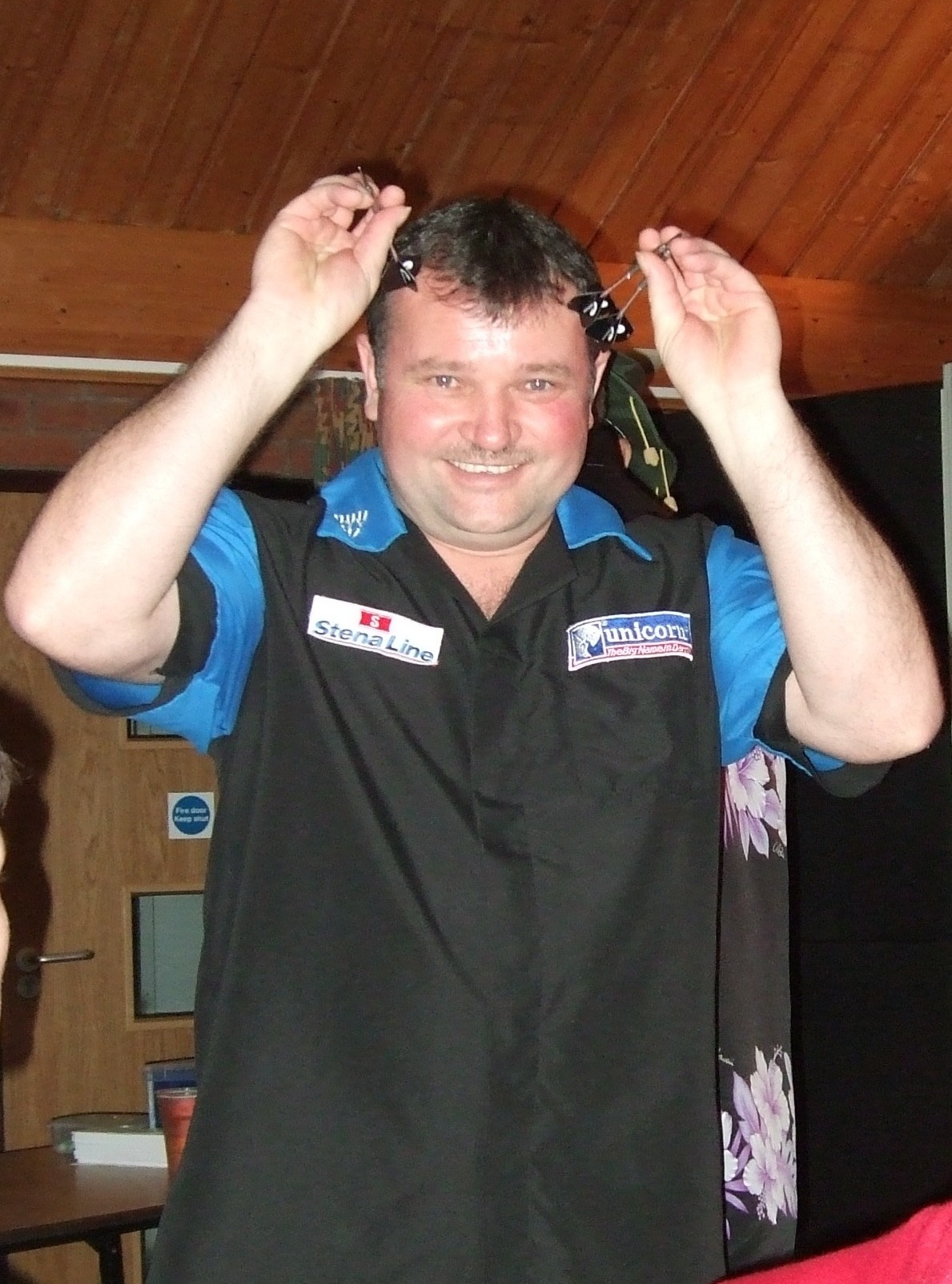
Terry Jenkins,
26 september

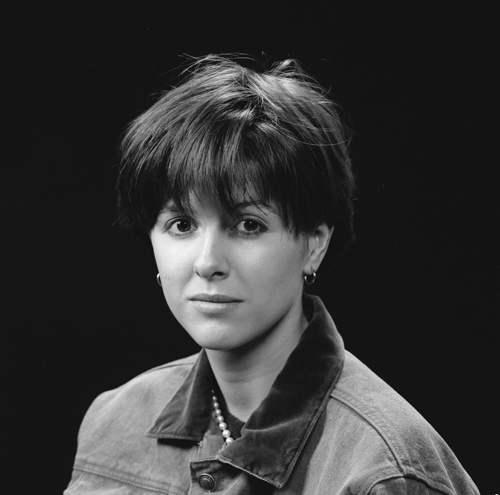
Chazia Mourali,
30 september

- 1 - Margo Dames, Nederlands actrice
- 1 - Carola Smit, Nederlands zangeres (BZN, 2de periode; 1984-2007)
- 2 - James Kennedy, Amerikaans geschiedkundige
- 2 - Stanislav Tsjertsjesov, Russisch voetballer en voetbalcoach
- 3 - Guido Imbens, Nederlands-Amerikaans econoom en Nobelprijswinnaar
- 4 - Gary Neiwand, Australisch wielrenner
- 6 - József Kiprich, Hongaars voetballer
- 6 - Erica Renkema, Nederlands mediapersoonlijkheid
- 6 - Geert Wilders, Nederlands politicus (PVV)
- 7 - Bert Maalderink, Nederlands sportverslaggever
- 7 - Éric Di Meco, Frans voetballer
- 8 - Li Ning, Chinees turner
- 8 - Brad Silberling, Amerikaans regisseur
- 8 - Rob de Wit, Nederlands voetballer
- 9 - Roberto Donadoni, Italiaans voetballer en voetbalcoach
- 9 - Markus Wasmeier, Duits alpineskiër
- 11 - Hennadi Litovtsjenko, Oekraïens voetballer en trainer
- 11 - Tito Montaño, Boliviaans voetballer en politicus
- 12 - Shannon Crawford, Canadees roeister
- 12 - Patrick Dybiona, Nederlands zwemmer
- 13 - Mary-Lou van Stenis, Nederlands actrice
- 13 - Sophie in 't Veld, Nederlands politica
- 16 - Thomas Larcher, Oostenrijks componist
- 17 - Jaap Velema, Nederlands politicus en bestuurder; burgemeester van Westerwolde
- 18 - John Powell, Brits filmcomponist
- 18 - Frits Sissing, Nederlands tv-presentator
- 19 - Inge Diepman, Nederlands radio- en televisiepresentatrice
- 21 - Angus Macfadyen, Schots acteur
- 23 - Peter Prendergast, Jamaicaans voetbalscheidsrechter
- 23 - Gabriele Reinsch, Oost-Duits atlete
- 23 - Esther Voet, Nederlands journaliste (NIW) en bestuurder (CIDI)
- 24 - Norman Bonink, Nederlands drummer (BLØF)
- 26 - Adam Hunter, Schots golfer (overleden 2011)
- 26 - Terry Jenkins, Engels darter
- 26 - Douglas Wakiihuri, Keniaans atleet
- 28 - Vera Mann, Vlaams actrice, zangeres en musicalster
- 28 - Paulinho McLaren, Braziliaans voetballer
- 29 - Les Claypool, Amerikaans bassist en zanger
- 29 - John Jones, Nederlands acteur
- 30 - Chazia Mourali, Nederlands presentatrice

### oktober

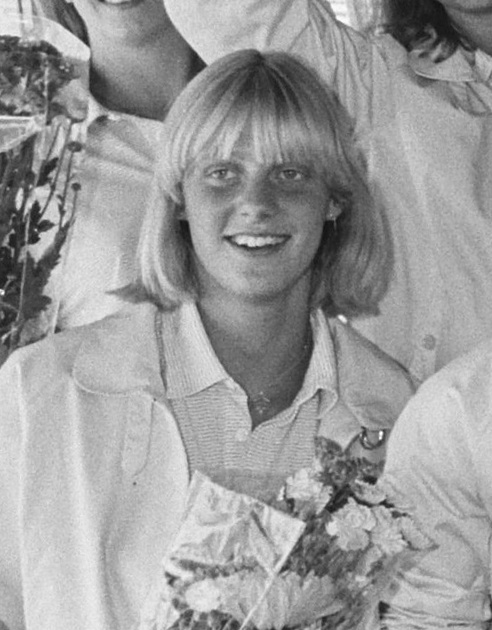
Jolanda de Rover,
10 oktober

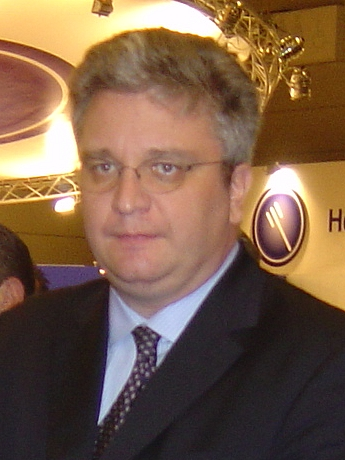
Laurent van België,
19 oktober

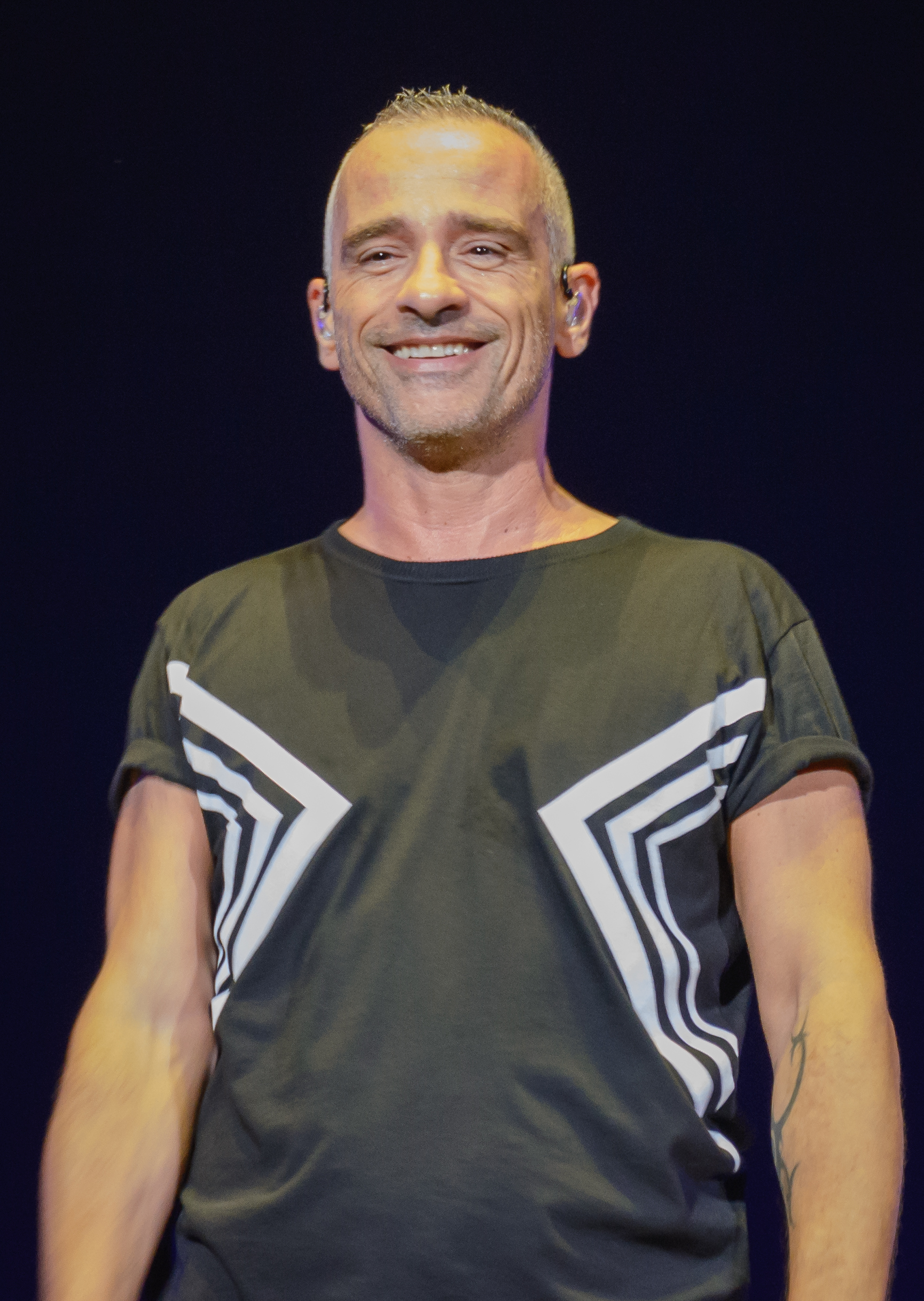
Eros Ramazzotti,
28 oktober

- 1 - Neil Stephens, Australisch wielrenner
- 2 - Maria Ressa, Filipijns journaliste, uitgeefster en Nobelprijswinnares
- 2 - Kris Van Dijck, Vlaams politicus
- 4 - Desiree Duwel, Nederlands scenarioschrijver (overleden 2012)
- 4 - Maxim Osipov, Russisch schrijver en cardioloog
- 5 - John Buttigieg, Maltees voetballer en voetbalcoach
- 5 - Michael Hadschieff, Oostenrijks schaatser
- 6 - Thomas Bickel, Zwitsers voetballer
- 6 - Konstandina Konstantinou, Cypriotisch zangeres
- 6 - Elisabeth Shue, Amerikaans actrice
- 6 - Pieter Steinz, Nederlands journalist en schrijver (overleden 2016)
- 10 - Jolanda de Rover, Nederlands zwemster
- 11 - Rein Kolpa, Nederlands klassiek tenor en (musical)acteur
- 11 - Pieter Smit, D66-politicus, burgemeester van Oldambt (overleden 2018)
- 11 - Fernando Villavicencio, Ecuadoraans politicus en journalist (overleden 2023)
- 12 - Alan McDonald, Noord-Iers voetballer en voetbalcoach (overleden 2012)
- 13 - Thomas Dörflein, Duits dierenverzorger (o.a. van ijsbeertje Knut) (overleden 2008)
- 13 - Gildardo Gómez, Colombiaans voetballer
- 13 - Olga van der Meer, Nederlands schrijfster
- 15 - Stanley Menzo, Nederlands voetballer en voetbaltrainer
- 17 - Sergio Goycochea, Argentijns voetballer
- 18 - Ann Haesebrouck, Vlaams roeister
- 18 - Jeroen Janssen, Belgisch striptekenaar
- 19 - Prins Laurent van België
- 19 - Bodil de la Parra, Nederlands actrice en scenarioschrijfster
- 20 - Stan Valckx, Nederlands voetballer
- 22 - Brian Boitano, Amerikaans kunstschaatser
- 23 - Pieter van Maaren, Nederlands politicus (CDA)
- 23 - John Scherrenburg, Nederlands waterpoloër
- 24 - Rashidi Yekini, Nigeriaans voetballer (overleden 2012)
- 25 - Grace Padaca, Filipijns radiopresentatrice en politicus
- 26 - Natalie Merchant, Amerikaans muzikante
- 26 - José Luis Zalazar, Uruguayaans voetballer
- 26 - Sigi Lens, Nederlands voetballer en spelersmakelaar / zaakwaarnemer
- 26 - Craig Shakespeare, Engels voetballer en voetbaltrainer (overleden 2024)
- 28 - Eros Ramazzotti, Italiaans zanger
- 29 - Bram Bakker, Nederlands psychiater en publicist
- 29 - Alexandra Simons-de Ridder, Duits amazone
- 31 - Ivo Claes, Belgisch atleet
- 31 - Dunga, Braziliaans voetballer
- 31 - Mogens Krogh, Deens voetballer
- 31 - Johnny Marr, Brits zanger, gitarist en producer
- 31 - Dermot Mulroney, Amerikaans acteur
- 31 - Rob Schneider, Amerikaans acteur, regisseur, komiek en scenarioschrijver

### november

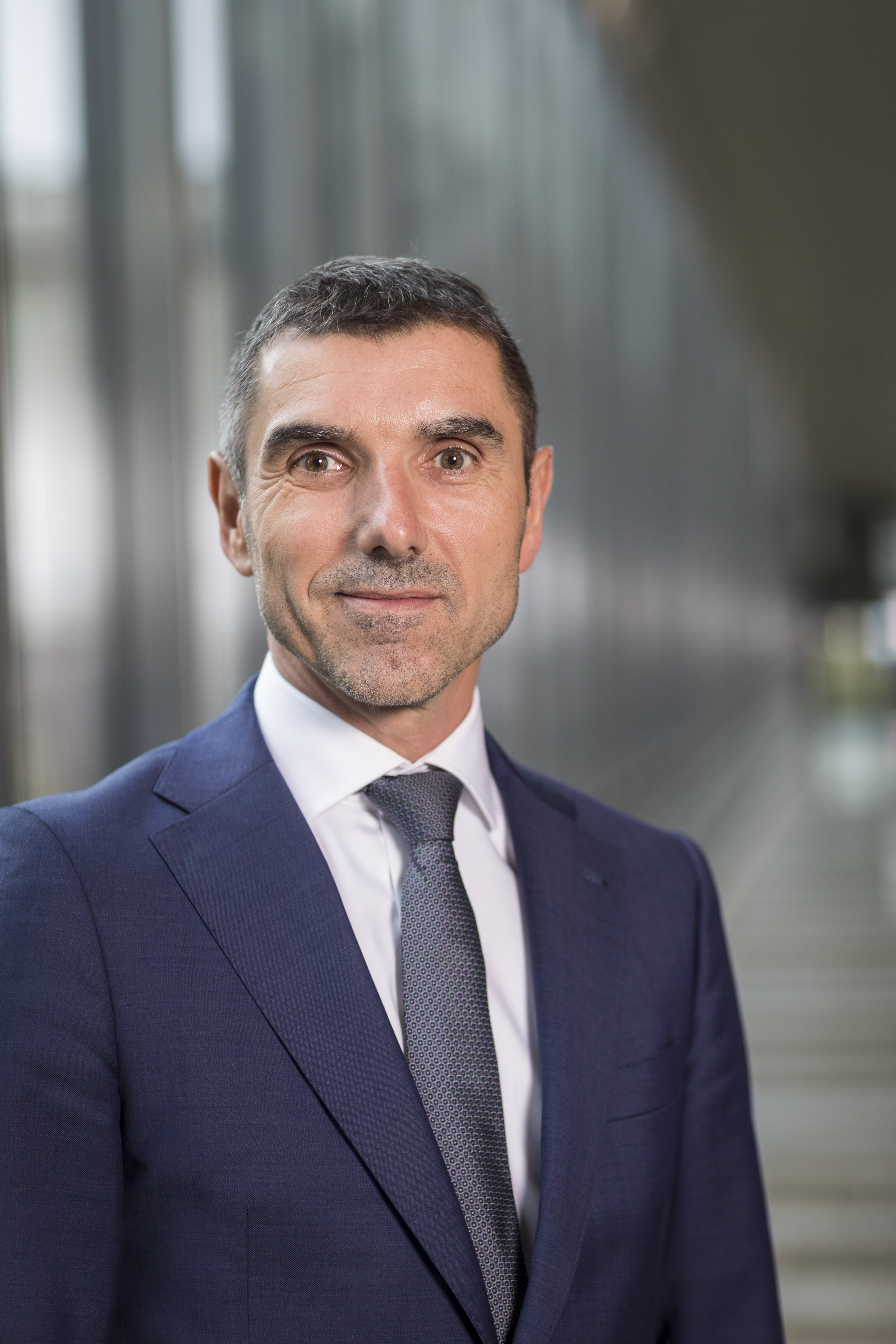
Paul Blokhuis,
14 november

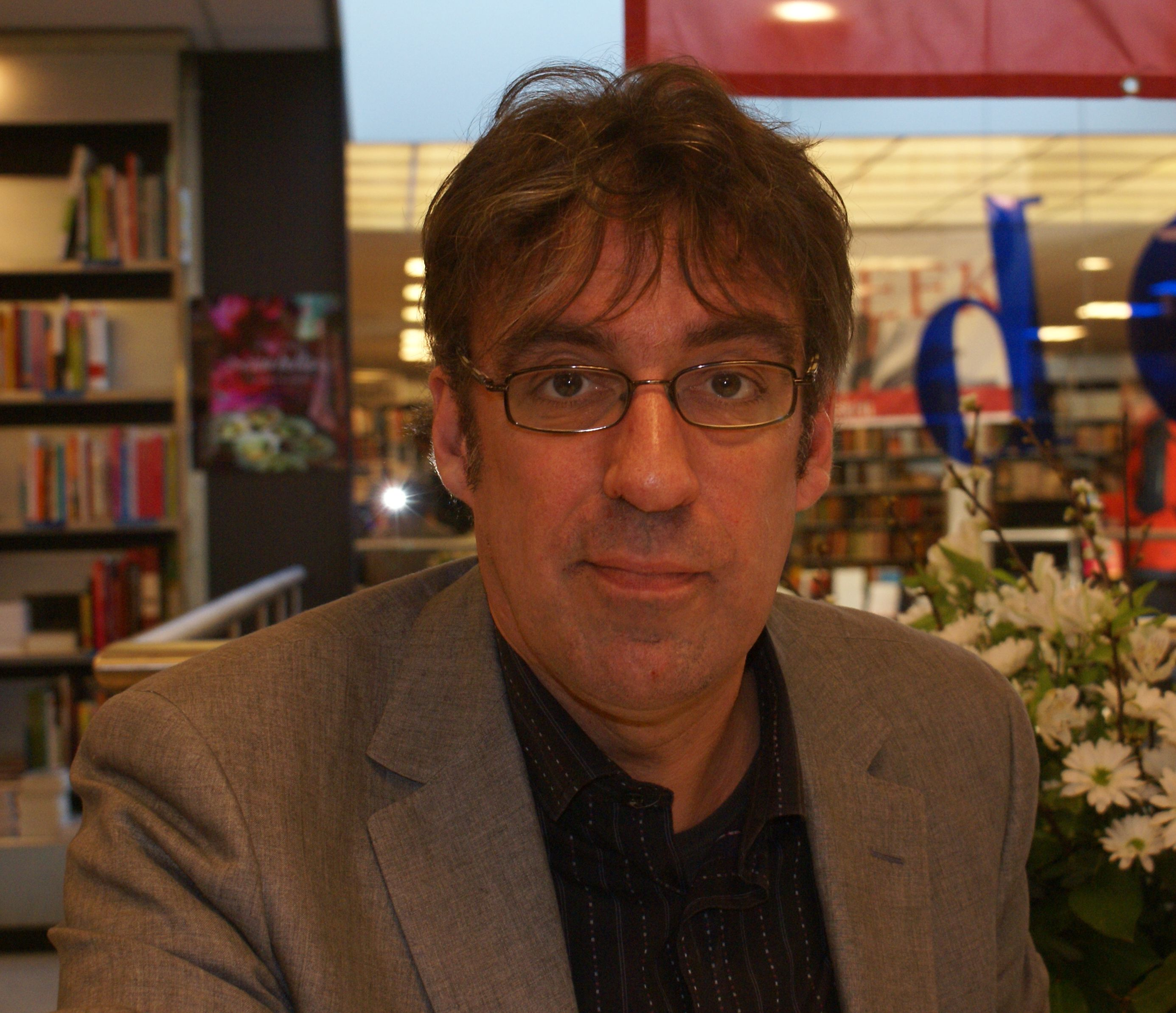
Joost Zwagerman,
18 november

- 1 - Stefaan Van Laere, Vlaams auteur en journalist
- 1 - Katja Riemann, Duits actrice
- 2 - Ines Diers, Oost-Duits zwemster en olympisch kampioene
- 2 - Borut Pahor, Sloveens politicus
- 3 - Ian Wright, Engels voetballer
- 4 - Gennadi Avdejenko, Sovjet-Russisch/Oekraïens atleet
- 4 - Horacio Elizondo, Argentijns voetbalscheidsrechter
- 4 - Ingrid Prigge, Nederlands atlete
- 4 - Marc Thomé, Luxemburgs voetballer en voetbaltrainer
- 5 - Hans Gillhaus, Nederlands voetballer
- 5 - Winston Haatrecht, Nederlands voetballer en spelersmakelaar
- 5 - Yair Lapid, Israëlisch journalist, schrijver en politicus; premier sinds 1 juli 2022
- 5 - Tatum O'Neal, Amerikaans actrice
- 6 - Sabine Günther, Oost-Duits atlete
- 6 - Patrick Robinson, Engels acteur
- 7 - John Barnes, Engels voetballer
- 7 - Maurice Luttikhuis, Nederlands dirigent
- 7 - Mirjam Mous, Nederlands kinderboekenschrijfster
- 8 - Russell Malone, Amerikaans jazzgitarist (overleden 2024)
- 9 - Viktor Babariko, Wit-Russisch bankdirecteur en politicus
- 10 - Tanju Çolak, Turks voetballer
- 10 - Patrick De Meyer, Belgisch danceproducer
- 10 - Mike Powell, Amerikaans atleet
- 11 - Sjaak Bral, Nederlands (Haags) cabaretier
- 12 - Ron Boszhard, Nederlands televisiepresentator
- 12 - Sam Lloyd, Amerikaans acteur (overleden 2020)
- 12 - Herman Woorts, Nederlands rooms-katholiek geestelijke; hulpbisschop van het aartsbisdom Utrecht
- 14 - Paul Blokhuis, Nederlands politicus (ChristenUnie)
- 14 - Peter Fröjdfeldt, Zweeds voetbalscheidsrechter
- 15 - Irene van Staveren, Nederlands econoom
- 16 - Bernard Wright, Amerikaans jazz- en funkmuzikant (overleden 2022)
- 17 - Ingrid Simons, Nederlands zangeres band DJ Paul Elstak (o.a. Luv u more, 1995)
- 18 - Peter Schmeichel, Deens voetballer
- 18 - Joost Zwagerman, Nederlands schrijver en columnist (overleden 2015)
- 20 - Beezie Madden, Amerikaans amazone
- 21 - Peter Bosz, Nederlands voetballer
- 21 - Nicollette Sheridan, Amerikaans actrice
- 22 - Dionísio Castro, Portugees atleet
- 22 - Domingos Castro, Portugees atleet
- 22 - Ingvar Eggert Sigurðsson, IJslands acteur
- 24 - Nancy Boyd (= Nancy Bruinooge), Belgisch zangeres
- 29 - Mariska van Kolck, Nederlands presentatrice, actrice en musicalster

### december

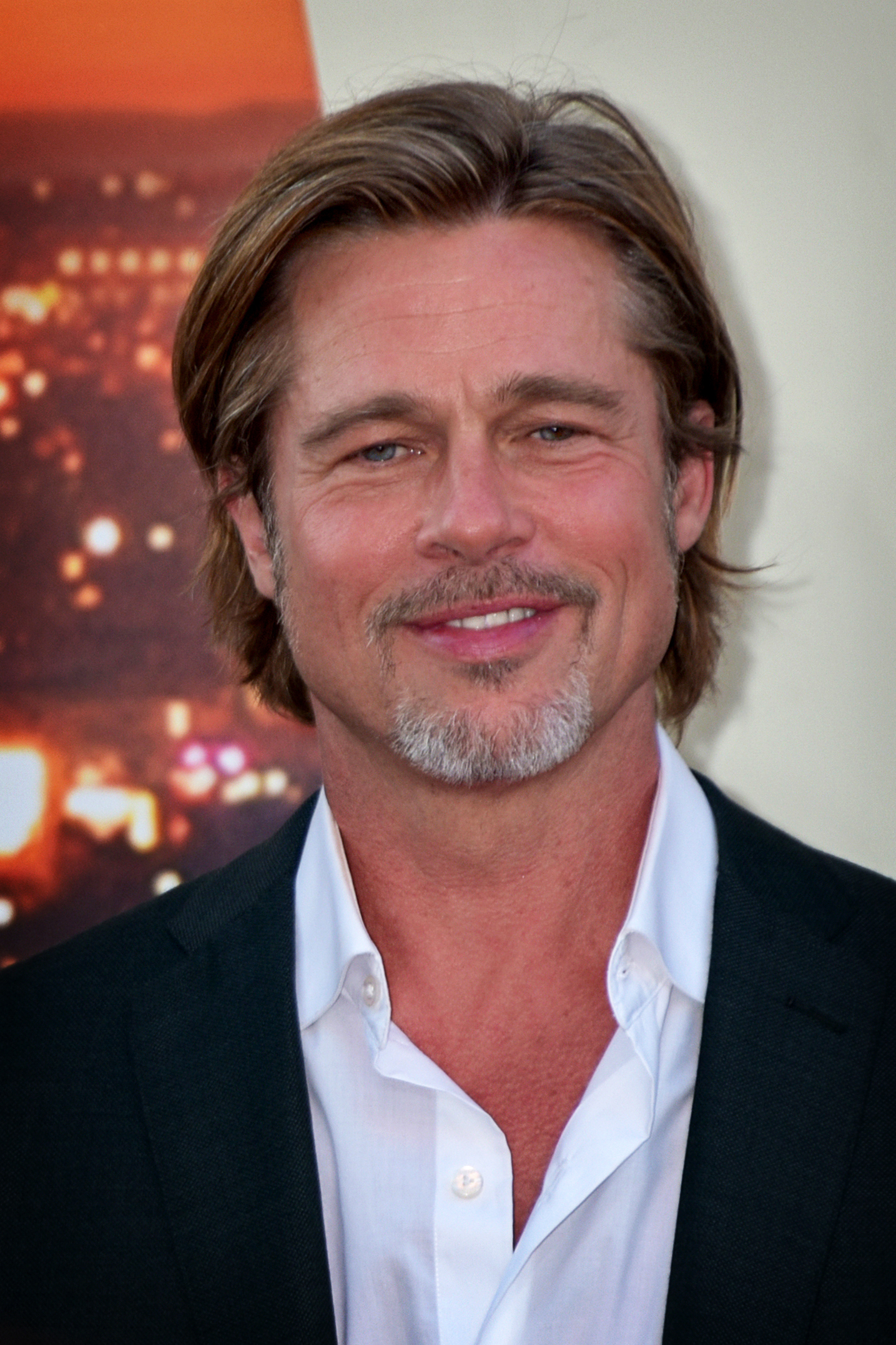
Brad Pitt,
18 december

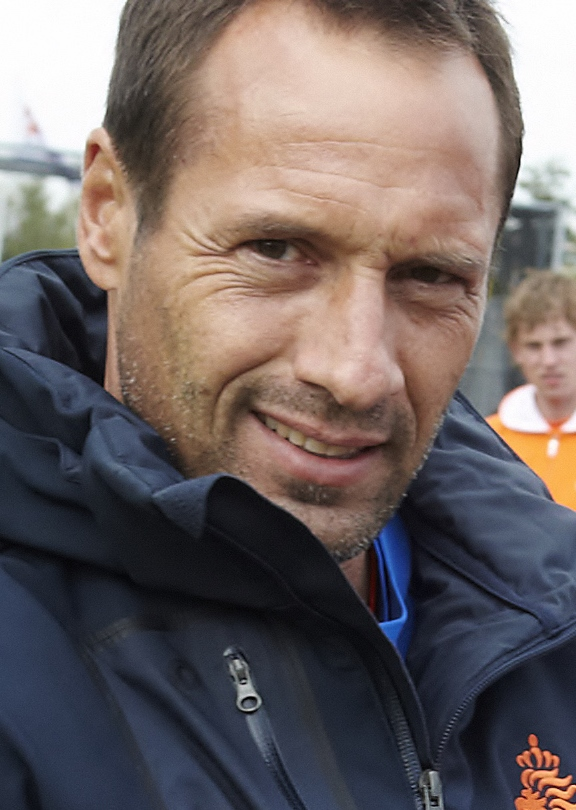
John van 't Schip,
30 december

- 1 - Janke Dekker, Nederlands televisiepresentatrice, actrice en musicalster
- 2 - Corinne Debaets, Belgisch atlete
- 4 - Serhij Boebka, Sovjet-Russisch/Oekraïens atleet
- 5 - Eddie Edwards, Engels skischansspringer
- 6 - Jens Hultén, Zweeds acteur
- 6 - Sergio Rivero, Boliviaans voetballer (overleden 2024)
- 6 - Gert Jan Schlatmann, Nederlands hockeyer
- 7 - Mark Bowen, Welsh voetballer
- 7 - Claudia Brücken, Duits zangeres
- 8 - Brian McClair, Schots voetballer
- 8 - Éric Poulat, Frans voetbalscheidsrechter
- 9 - Masako Owada, Japans kroonprinses
- 9 - Zoerab Zjvania, Georgisch politicus (overleden 2005)
- 10 - Mieke Stemerdink, Nederlands zangeres
- 11 - Mario Been, Nederlands voetballer en voetbalcoach
- 11 - Claudia Kohde-Kilsch, Duits tennisster en politica
- 11 - John Lammers, Nederlands voetballer en voetbalcoach
- 11 - Nigel Winterburn, Engels voetballer
- 14 - Kari Laukkanen, Fins voetballer
- 14 - Vicenç Pagès i Jordà, Spaans schrijver (overleden 2022)
- 15 - Lilia Noeroetdinova, Russisch atlete
- 16 - Tim Green, Amerikaans footballspeler en auteur
- 18 - Nino de Angelo, Duits schlagerzanger
- 18 - Isabelle Duchesnay, Canadees-Frans kunstschaatsster
- 18 - Pierre Nkurunziza, Burundees politicus
- 18 - Brad Pitt, Amerikaans acteur
- 19 - Maarten van der Grinten, Nederlands jazzgitarist en -componist
- 19 - Til Schweiger, Duits acteur en regisseur
- 23 - Donna Tartt, Amerikaans schrijfster
- 26 - Lars Ulrich, Deens drummer (Metallica)
- 27 - Dionisio Buñuel Gutiérrez, Spaans componist, muziekpedagoog en dirigent
- 29 - Jeanne Kooijmans, Nederlands zangeres en presentatrice
- 29 - Luis Carlos Perea, Colombiaans voetballer
- 30 - Ronald Jansen, Nederlands hockeyer
- 30 - Mike Pompeo, Amerikaans bestuurder (CIA) en politicus
- 30 - John van 't Schip, Nederlands voetballer en voetbaltrainer

### datum onbekend
- Jeroen Akkermans, Nederlands (tv-)journalist (RTL Nieuws)
- Silvia B., Nederlands beeldhouwster en installatiekunstenares
- Blake Baxter, Amerikaans techno-dj en producer
- Maria Blondeel, Belgisch beeldend kunstenares
- Frans van Duijn, Nederlands schrijver en journalist
- Astrid Harrewijn, Nederlands schrijfster
- Khosrow Hassanzadeh, Iraans kunstschilder (overleden 2023)
- Joseph Keino, Keniaans atleet
- Titia Lont, Nederlands politica en consultant
- Peter Schrijver, Nederlands taalkundige en hoogleraar keltologie
- Marcella van der Weg, Nederlands journaliste (overleden 2017)
- Raynor Winn, Engels schrijver

## Weerextremen in België
- 15 januari: De Noordzee bevriest gedurende meerdere dagen en er wordt zelfs een kleine ijsbank gevormd.
- 20 januari: Minima tot –17,9 °C in Gerdingen (Bree) en –19,1 °C op de Baraque Michel (Jalhay).
- januari: Januari met laagste gemiddelde maximumtemperatuur: -1,5 °C (normaal 5,1 °C).
- 4 februari: Sneeuwlaag in Botrange (Waimes): 84 cm.
- winter: Koudste winter ooit: gemiddelde temperatuur: -2 °C (normaal 3,5 °C).
- 5 maart: 25 december 1962 tot 5 maart 1963, dat wil zeggen gedurende 71 opeenvolgende dagen, sneeuw op bodem in Ukkel.
- 20 maart: 12 november 1962 tot 20 maart 1963 sneeuw op bodem in Hoge Venen.
- 26 maart: Tornado veroorzaakt schade in Mussy-la-Ville (Musson), in Belgisch Lotharingen.
- 13 juni: 83 mm neerslag in Zoutleeuw.
- 14 juni: 88 mm neerslag in Schaarbeek.
- 20 juni: 120,3 mm regen tijdens de 10 dagen in Ukkel: recordwaarde voor alle decaden tijdens de maand juni.
- 3 augustus: 58 mm neerslag in Westmalle (Malle).
- 15 december: Temperatuurmaximum slechts –5,6 °C in Florennes. Tussen de 12de en de 21ste zijn er 10 opeenvolgende ijsdagen.
- 25 december: Temperatuur zakt tot –11,6 °C in Brugge en –13,6 °C in Rochefort.
- december: 9 neerslagdagen in Ukkel (normaal : 20 dagen). Laagste aantal van de eeuw voor de maand december.
- Jaarrecord: Net als in 1902, 1917 en 1956 koudste winter van de eeuw: 8,4 °C (normaal : 9,7 °C).

Bron: KMI Gegevens Ukkel 1901-2003  met aanvullingen